# Histoire de la ligne Maginot

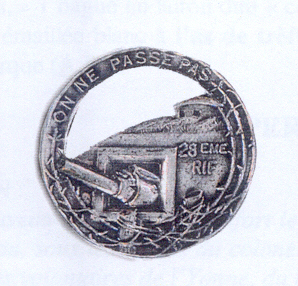
Insigne du 28e RIF (régiment d'infanterie de forteresse), reprenant la devise « on ne passe pas ». Ce régiment assurait la garde des fortifications autour de Neuf-Brisach en 1939.

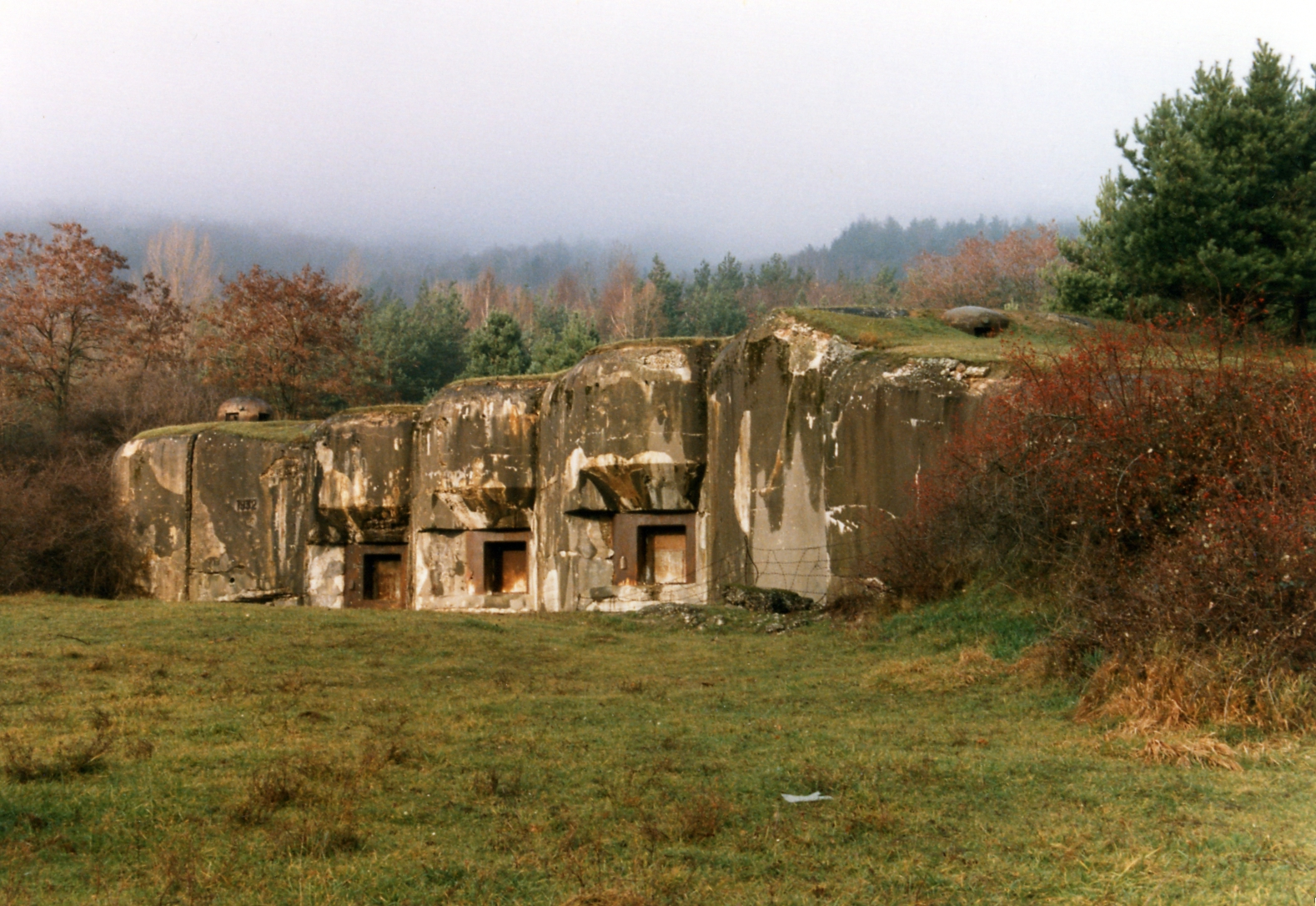
Bloc 6 de l'ouvrage du Hochwald, chargé de protéger la plaine d'Alsace avec ses trois canons de 75 mm. Ce bloc est aujourd'hui désarmé et à l'abandon.

Pour un article plus général, voir Ligne Maginot.
L'histoire de la ligne Maginot est le récit et l'analyse de l'évolution des fortifications françaises appelées ligne Maginot, qui s'étendent le long des frontières de la France avec la Belgique, le Luxembourg, l'Allemagne, la Suisse et l'Italie.
Elle couvre la période qui va des premiers projets dans les années 1920 jusqu'à nos jours, avec notamment la période de construction de la ligne pendant les années 1930, l'épreuve du feu en mai et juin 1940, l'occupation allemande et italienne de 1940 à 1944, les combats de 1944-1945 et le réemploi de la ligne lors de la guerre froide.
Après les fortifications édifiées par Vauban sous Louis XIV et le système Séré de Rivières après la guerre franco-allemande de 1870, la ligne Maginot est historiquement le troisième ensemble fortifié de défense des frontières dont s'est dotée la France.

## Projets et constructions
Dès la fin de la Première Guerre mondiale, la question de la fortification des frontières françaises se pose. D'une part elles sont nécessaires malgré le fait que les Français disposent alors d'une puissante armée qui occupe la rive gauche du Rhin (de Bonn à Huningue), car la France ne fait pas le poids en comparaison de la puissance économique et démographique allemande. D'autre part l'annexion de l'Alsace-Lorraine repousse la frontière entre l'Allemagne et la France loin des précédentes fortifications construites à partir de 1874 (les forts Séré de Rivières autour de Verdun, de Toul, d'Épinal et de Belfort), ces dernières sont en plus soit ravagées par les combats de 1914-1918, soit techniquement dépassées (ils ne sont pas à l'épreuve des obus de gros calibre).
Le principe de la place forte, c'est-à-dire d'une ceinture de fortifications (comprenant forts, ouvrages, batteries et abris) protégeant tous azimuts un nœud de communication, avait été abandonné en août 1915 au profit de la « région fortifiée », plus linéaire et intégrant des fortifications de campagne. Cette évolution se justifiait par l'incapacité d'une place forte isolée de poursuivre le combat, étant donné la quantité considérable de munitions nécessaire, avec en appui l'exemple de la capitulation de la place de Maubeuge au bout de douze jours.
En 1919, le grand quartier général des armées françaises de l'Est (commandé par le maréchal Pétain) propose au ministre de la Guerre Georges Clemenceau non seulement de maintenir une armée de manœuvre prête à intervenir en Allemagne, mais aussi d'« assurer l'inviolabilité » du territoire français par « une organisation proprement dite de la frontière dès le temps de paix ».

### Projets des années 1920
En mars 1920, le ministre de la Guerre André Lefèvre signe une Instruction fixant grossièrement les positions des nouvelles fortifications à construire :
- le long du Rhin, flanqué au sud en Haute-Alsace face à la Suisse et au nord entre le Rhin et la Lauter face au Palatinat ;
- à l'ouest du Rhin pour interdire les débouchés de la plaine d'Alsace ;
- en Lorraine sur la frontière, y compris la Sarre.

Le 17 mai 1920, le Conseil supérieur de la Guerre envoie en mission plusieurs de ses membres sur les frontières : le général d'armée Guillaumat dans le Nord, le général de division Berthelot en Lorraine, le général d'armée Humbert en Alsace et le général de division Nivelle dans les Alpes. Il s'agit de faire un état des lieux et de remettre des propositions.
La séance du Conseil supérieur de la Guerre du 22 mai 1922 (y siège le président de la République Millerand, le ministre de la Guerre Maginot, les maréchaux Pétain, Foch et Joffre, les généraux Berthelot, Buat, Debeney, Guillaumat et Hellot) est consacrée aux questions de fortification. Quand la notion d'inviolabilité du territoire national est posée, Foch déclare : « Assurer l'inviolabilité du territoire national ! On pose là un dogme nouveau... Jusqu'ici la défense du territoire était assurée par la manœuvre des armées. Aujourd'hui on veut assurer l'inviolabilité du territoire... on parle d'organiser des tranchées... L'inviolabilité du territoire n'est pas le but primordial à assigner aux armées. C'est un dogme périlleux ; si on l'impose comme premier devoir aux armées, elles pourront y succomber. » Il est suivi par Joffre : « Ce serait se vouer à la défaite que de vouloir établir une nouvelle muraille de Chine ! » Puis par Guillaumat : « Il serait dangereux de lâcher dans le public l'idée de l'inviolabilité du territoire... Je crois qu'il faut d'abord se demander si les Armées ont encore besoin d'être aidées par la fortification permanente. » Quand le président demande l'avis du conseil sur le type de fortifications, Pétain déclare qu'« il y aura fortification permanente là où nous nous tiendrons sur la défensive ; sur les autres points, il y aura fortification de campagne ou simple équipement du front. » Comme les militaires ne sont pas d'accord entre eux, le Conseil supérieur de la guerre décide la création d'une « Commission chargée des études d'organisation de la défense du territoire ».

#### Projets de la CDT (1922-1923)
Au début de juin 1922, la commission se forme, présidée par le maréchal Joffre. Mais les différents membres de la commission s'opposent sur la forme théorique des fortifications, notamment entre ceux qui défendent l'idée d'un champ de bataille organisé tout le long de la frontière (une ligne continue légère, position défendue par le maréchal Pétain, vice-président du Conseil supérieur de la guerre) et ceux qui défendent le principe des régions fortifiées (ligne discontinue puissante, défendue par Joffre). Au bout de quinze jours, Joffre démissionne ; la commission est dissoute. Une seconde commission est créée le 3 août 1922 : la « Commission de défense du territoire » (CDT). Son président est le général Guillaumat, qui fait tenir deux séances avant de la dissoudre le 23 mars 1923, après avoir rendu un Rapport au Ministre sur les principes de l'organisation défensive du territoire (de 36 pages).
Ce rapport ne s'intéresse qu'à la frontière avec l'Allemagne, car la Belgique et l'Italie sont alors des alliées, tandis que l'Espagne est neutre. Le rapport prévoit quatre axes possibles d'attaques allemandes à barrer : par la vallée de la Moselle, par le plateau lorrain, par la plaine d'Alsace entre Vosges et Rhin et par la trouée de Belfort. La conclusion du document est qu'il faut créer trois régions fortifiées, soit la région de Metz–Thionville–Longwy, la région de la Lauter et la région de Belfort (ou Haute-Alsace). Étant donné l'incertitude de l'attribution du bassin de la Sarre à la France ou à l'Allemagne, un vide doit être laissé entre Sarreguemines et les Vosges.
Le rapport n'a pas de suite immédiate, d'abord à cause de l'opposition du chef d'état-major général des armées, le général de division Buat (un proche du maréchal Pétain, donc défavorable à l'idée des régions fortifiées), ensuite à cause des élections de mai 1924 qui mettent au pouvoir un gouvernement plus pacifiste (le Cartel des gauches) limitant le budget militaire, enfin à cause du départ de Pétain pour le Rif marocain (pour lutter contre Abdelkrim) de juillet à novembre 1925. Mais le 15 décembre 1925, Buat étant mort en 1923, Pétain étant rentré du Maroc et après intervention du président de la République Gaston Doumergue et du ministre de la Guerre Paul Painlevé, le Conseil supérieur de la guerre accepte la construction de fortifications frontalières formant des régions fortifiées séparées par des intervalles libres.

Les principaux dirigeants du début des années 1920 concernés par la question des fortifications
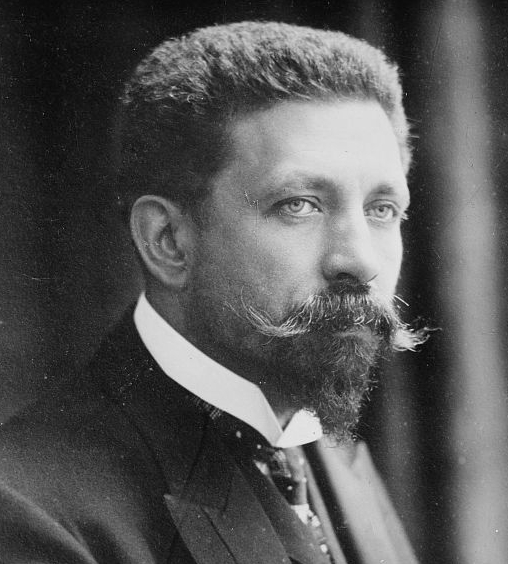
André Lefèvre, ministre de la Guerre en 1920.
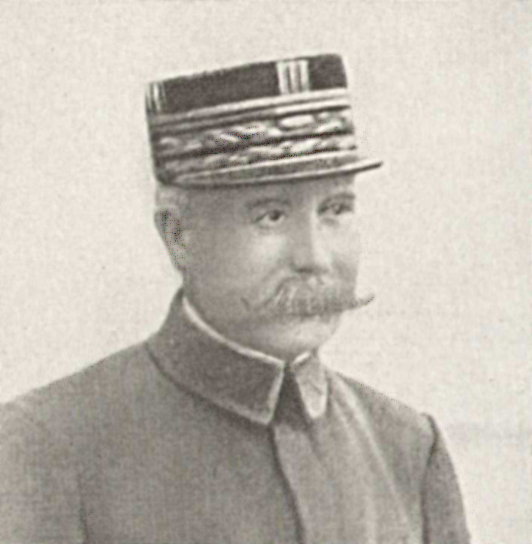
Philippe Pétain, vice-président du Conseil supérieur de la guerre de 1920 à 1931.
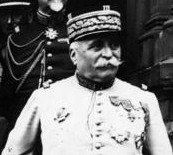
Adolphe Guillaumat, président de la CDT puis de la CDF.
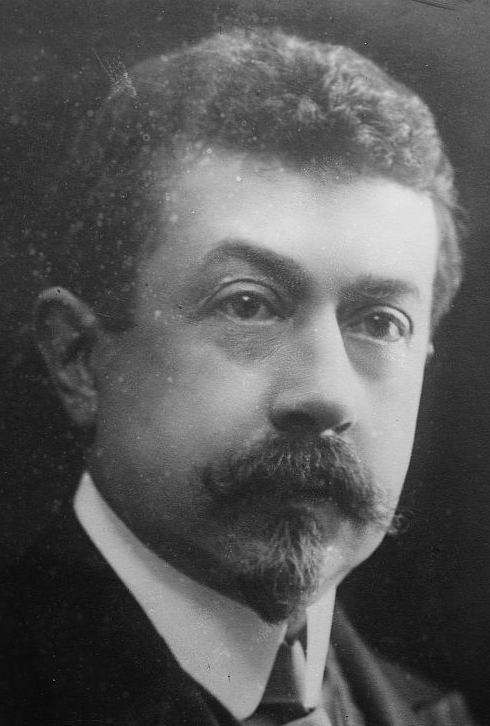
Paul Painlevé, ministre de la Guerre de 1925 à 1929.
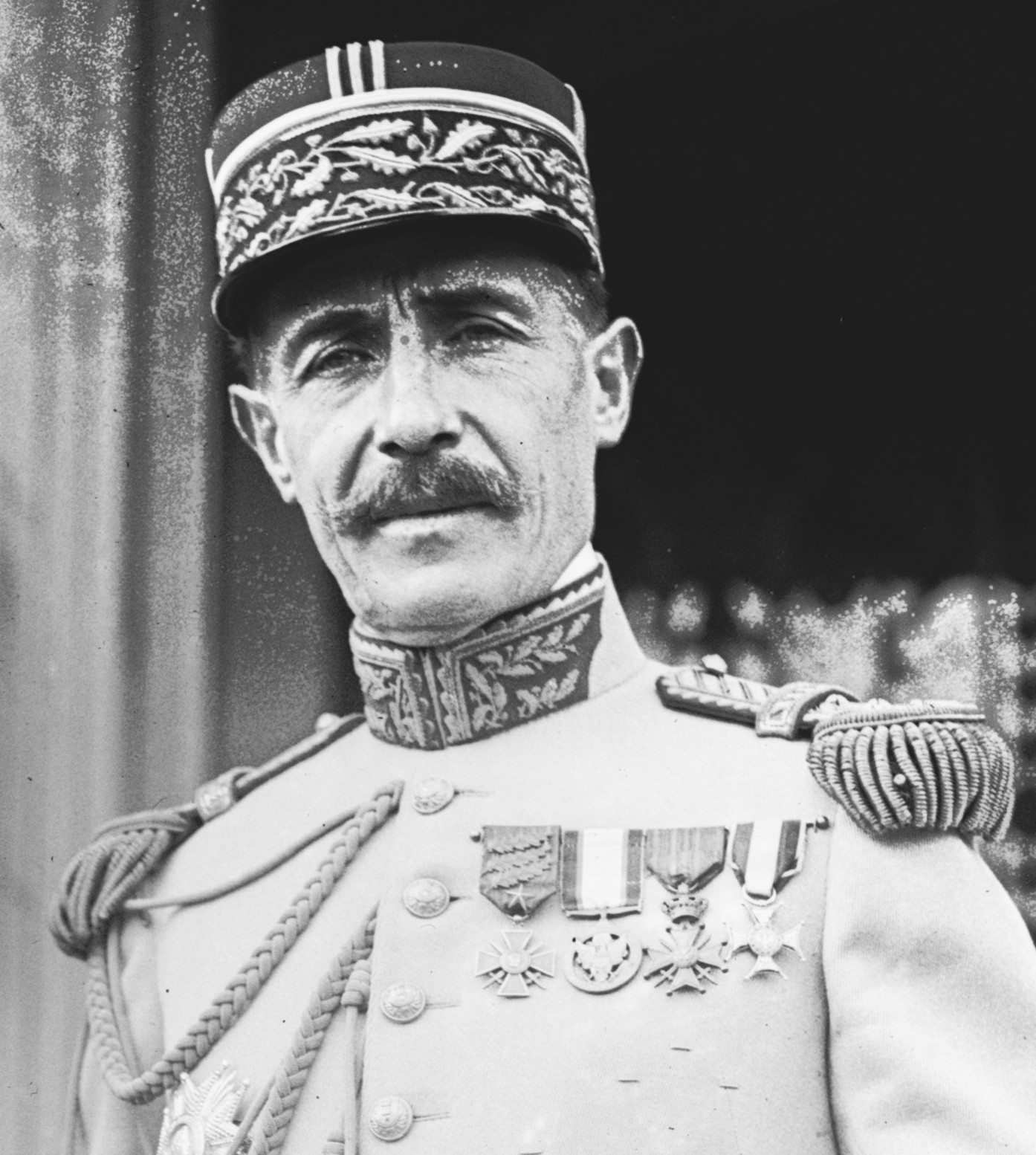
Edmond Buat, chef d'état-major général des armées de 1920 à 1923

#### Projets de la CDF (1925-1931)
Le 31 décembre 1925, le ministre de la Guerre Paul Painlevé crée la « Commission de défense des frontières » (CDF), avec de nouveau le général Guillaumat comme président de commission. Elle est composée de six autres membres, soit cinq officiers-généraux issus du Conseil supérieur de la guerre, les généraux Berthelot, Debeney, Degoutte et Maurin, auxquels se rajoutent deux spécialistes, le général Fillonneau (inspecteur général du génie et président du Comité technique du génie) et le colonel Culmann (artilleur, membre de l'état-major de l'armée française du Rhin).
Le 6 novembre 1926, la CDF fournit le Rapport sur l'organisation défensive des frontières, (105 pages sans compter les cartes).

##### Rapport de la CDF de novembre 1926
Ce rapport reprend les propositions du rapport de 1923 fait par la CDT, soit la construction de trois régions fortifiées dites de Metz, de la Lauter et de Belfort ; les zones entre ces régions seront l'objet de destructions massives des infrastructures et ultérieurement de fortifications de raccordement (pour réaliser à terme un front continu). Les buts de ces régions fortifiées sont, selon le rapport, de protéger la mobilisation, de favoriser une bataille à proximité de la frontière, d'économiser les forces au profit d'une offensive et d'obliger l'Allemagne à s'étendre sur les ailes pour passer par la Belgique ou la Suisse (ce qui amènerait d'autres pays à entrer dans le conflit). Les nouveautés du document sont d'abord qu'il ne se limite pas seulement au Nord-Est, car sont désormais pris en compte le Nord, les Ardennes, le Jura et les Alpes : Mussolini est à la tête du gouvernement italien depuis octobre 1922 et il ne cache pas ses intentions vis-à-vis de la Savoie et de Nice,, tandis que la Belgique et la Suisse sont envisagés comme des champs de bataille possibles.
Ensuite le rapport est plus précis quant aux emplacements des fortifications :
- Dans le Nord, aucune fortification n'est prévue mais seulement un aménagement du champ de bataille (à base de destructions, d'inondations artificielles et d'équipements stockés) pour affronter trois possibilités, l'échec d'un intervention en Belgique, ou l'hostilité belge, ou un débarquement britannique.
- Dans les Ardennes, la destruction de toutes les infrastructures routières et ferroviaires.
- La région fortifiée de « Metz - Thionville - Longwy » doit protéger le bassin industriel lorrain et le flanc gauche des forces françaises en formant un arc-de-cercle de Longwy à Faulquemont en couvrant Thionville[N 5]. Les forts de Metz forment une position de barrage au centre de la région fortifiée.
- L'intervalle face au territoire de la Sarre doit être traité par des inondations. La commission estime qu'en cas d'attaque allemande par cette trouée, la situation serait favorable à une contre-attaque de flanc venant de la région de Metz.
- La région fortifiée de la « Lauter - Basses-Vosges » doit couvrir le flanc droit de la Lorraine ainsi que la plaine d'Alsace. Deux tronçons sont prévus, l'un entre Montbronn et Bitche, l'autre entre Lembach et le Rhin à Seltz, séparé par des destructions au cœur des Vosges du Nord.
- L'intervalle le long du Rhin doit être protégé par trois lignes successives de casemates, la première sur la berge, les deux suivantes en retrait. Les forts entourant Strasbourg doivent être déclassés, tandis que le fort de Mutzig forme une position de barrage.
- La région fortifiée de « Haute-Alsace ou de Belfort » doit barrer la trouée de Belfort. Son tracé est une ligne nord-sud à 25 kilomètres à l'est de Belfort, avec des ouvrages uniquement au nord du canal Rhin-Rhône. Les vieux forts autour de Belfort forment une position de barrage.
- Le massif du Jura ne doit recevoir aucune nouvelle fortification, par contre les forts Séré-de-Rivières franc-comtois doivent être entretenus.
- Dans les Alpes, les hautes-vallées doivent être barrées au plus près de la frontière au-dessus de Bourg-Saint-Maurice, Modane, Briançon et Tournoux, les intervalles montagneux étant gardés par des petits centres de résistance. En arrière, une route stratégique doit servir de rocade pour les réserves.
- Enfin pour le Pays niçois, les axes du littoral et des vallées descendant vers Nice doivent être barrés par une ligne d'ouvrages (barrages de la Tinée, de la Vésubie, de Sospel et de Menton) formant une petite région fortifiée.

Pour finir, le document évoque les formes techniques des « ouvrages » à construire dans les régions fortifiées. Ils doivent être espacés de trois à cinq kilomètres maximum avec un armement diversifié (canons, obusiers, lance-bombes, mitrailleuses, pistolets mitrailleurs et lance-grenades) à tir extra-rapide, chaque arme à tir tendu devant être couplée avec une arme à tir courbe.
Deux types d'ouvrages sont proposés, tenant compte des leçons de la Première Guerre mondiale : d'une part les ouvrages principaux, armés chacun avec quatre obusiers et six mitrailleuses sous casemate tirant en flanquement, ainsi que deux tourelles pour lance-bombes, deux tourelles de mitrailleuses, deux tourelles pour lance-grenades et deux cloches d'observation. Le tout est concentré en surface sur 170 mètres de longueur, alors que le casernement et l'usine sont en souterrain et en dehors du périmètre, tandis que l'entrée est placée encore plus en arrière (pour les protéger des bombardements et des gaz). D'autre part les ouvrages intermédiaires, bien plus petits, sont armés chacun de deux casemates de mitrailleuses et de deux tourelles de mitrailleuses.
Le rapport de la Commission est d'abord envoyé au ministre de la Guerre Paul Painlevé, puis examiné au Conseil supérieur de la guerre lors des séances du 1er décembre 1926 et 18 janvier 1927 sous la présidence du président Gaston Doumergue et de Painlevé. Le tracé des trois régions fortifiées et le projet de fortification des Alpes sont adoptés, mais les formes techniques font débat : notamment le maréchal Pétain propose de faire des fortifications moins coûteuses. Finalement, le ministre demande à la CDF de trouver une solution plus économique (le gouvernement Raymond Poincaré mène alors une politique de rigueur).

##### Évolutions du projet
En février 1927, le colonel Tricaud (commandant du 6e régiment du génie à Angers) propose à la CDF un nouveau type de fortification, appelé le fort palmé. Ce fort s'inspire des groupes fortifiés allemands ainsi que des innovations de la Première Guerre mondiale, avec des casemates de flanquement, tourelles et observatoires dispersées sur un carré de 400 mètres de côté, tous reliées par souterrains à un casernement et une entrée communs. La défense rapprochée est assurée par un fossé, des barbelés, des mitrailleuses, des lance-flammes et surtout le tir d'autres fortifications. Ce type de fort est alors rejeté car encore plus cher que l'ouvrage plus concentré proposé par le rapport de 1926.
La loi de finance du 26 mars 1927 fournit un crédit de trois millions de francs (équivalent à 1,742 million d'euros de 2010) pour faire des études sur des prototypes, ainsi que cinq autres millions (soit 2,9 millions d'euros) pour les premiers travaux urgents près de Nice. Le 1er avril 1927 est créée l'« Inspection technique des travaux de fortification » (ITTF), chargée de l'exécution des travaux, avec des directions et chefferies des travaux. Le 16 mai 1927, la Commission rajoute une note complémentaire à son rapport, proposant dix modèles d'ouvrages au lieu de deux, dont des ouvrages d'artillerie. Le 4 juillet 1927, le Conseil supérieur de la guerre consacre une nouvelle séance aux fortifications, mais se divise toujours entre ceux voulant des ouvrages puissants armés de canons avec souterrains (proposition du général Fillonneau) et ceux défendant une ligne de petites casemates armées de mitrailleuses (proposition du général Degoutte).
Du 13 juin au 31 août 1927, Pétain mène avec le général de brigade Culmann (membre du Comité technique du génie) et le commandant Dumontier (chargé de l'étude du terrain) une visite des frontières : l'Alsace-Lorraine en juin, la trouée de Belfort en juillet et le Nord en août. Le maréchal fait désormais le choix de soutenir les gros ouvrages d'artillerie, car ils permettent selon lui d'économiser les effectifs. La CDF fait alors légèrement évoluer ses propositions. Les tracés des régions fortifiées de Metz et de la Lauter sont modifiées ; l'intervalle entre deux ouvrages passe de trois kilomètres à dix (pour réduire les coûts), comblé par des casemates d'infanterie et des abris ; la région fortifiée de Metz est prioritaire sur celle de la Lauter, celle de Belfort étant à créer encore plus tard.

Au même moment le général Degoutte étudie la fortification des Alpes avec des petites casemates (formant une ligne de trente-six centres de résistance, chacun composé de quatorze casemates de mitrailleuses et de douze abris). Le 23 août 1927, la commission refuse cette proposition avec le soutien du maréchal Pétain. Le 23 septembre, le général Debeney (chef d'état-major général de l'armée depuis la mort du général Buat et membre du CSG) rajoute à Degoutte qu'il ne doit prévoir que le « nombre d'ensembles fortifiés indispensables pour barrer le plus économiquement possible les principales trouées de la frontière ».
Enfin le 12 octobre 1927, le Conseil supérieur de la guerre se réunit de nouveau en présence du président de la République Gaston Doumergue, du président du Conseil Raymond Poincaré, du ministre de la Guerre Paul Painlevé et sous la vice-présidence du maréchal Pétain. Malgré l'opposition des généraux Degoutte, Maurin et Targe, le conseil adopte le principe des ouvrages d'artillerie. Malgré tout, Degoutte rédige un autre projet pour les Alpes, encore une fois basé sur des casemates de mitrailleuses (regroupés en 148 petits ouvrages) mais celles-ci sont deux fois moins nombreuses que dans son projet précédent (pour tenir compte du budget serré). Cette proposition est de nouveau rejetée par la CDF lors de la séance du 11 janvier 1928, ce qui pousse le général Debeney et le maréchal Pétain à exiger que la commission se charge du projet de fortification dans les Alpes. Les études de terrain sont menées pendant l'été 1928, le projet est discuté lors de la séance du 12 novembre 1928 (malgré l'opposition de Degoutte) avant d'être mis par écrit sous la forme de la note 25 FA du 12 février 1929 : seules les principales vallées sont barrées, plus en retrait pour y intégrer 28 anciens forts, avec des ouvrages d'artillerie (de préférence sous roc et non sous béton), mais seul un programme restreint (un tiers de l'ensemble) sera à faire dans un premier temps. Tous ces choix sont faits pour faire des économies. La dernière séance de la CDF a lieu le 30 janvier 1931, puis elle n'est plus réunie.

#### Travaux de la CORF (1927-1935)
La « Commission d'organisation des régions fortifiées » (CORF) est créée par le décret du 30 septembre 1927, avec comme président le général Fillonneau (inspecteur général du génie et secrétaire de la CDF).
La mission de la commission est d'abord d'établir plus précisément les emplacements et les formes proposés par la CDF, ensuite de faire réaliser les plans par ses délégations locales (à Metz et à Strasbourg) et enfin de faire réaliser les fortifications. Cette mission ne concerne d'abord que le Nord-Est (essentiellement l'Alsace et la Lorraine, plus tard le Nord) auquel se rajoute à partir du 28 mars 1928 le Sud-Est (les Alpes, avec des délégations de la commission à Grenoble, Briançon et Nice) et le 13 avril 1928 la Corse.

##### Rapport de mars 1928
Le 14 février 1928, la nouvelle commission propose des avant-projets de plan d'ouvrages et de cartes des emplacements pour le Nord-Est à une haute-commission ministérielle composée du maréchal Pétain et des généraux Guillaumat et Debeney, qui les approuve, d'où la réunion des avant-projets sous la forme du rapport au ministre du 12 mars 1928 :
- construction de trois régions fortifiées, dites de Metz, de la Lauter et de Belfort, formées de deux lignes, la première au plus près de la frontière avec derrière elle la seconde appelée « position de barrage » (cette dernière constituée d'anciens forts). Celles de Metz et de la Lauter sont de première urgence, scindée en deux cycles, le premier cycle (1928-1931) n'en couvrant que la moitié[N 10]. La région de la Haute-Alsace est en deuxième urgence, l'aménagement du Nord en troisième urgence.
- La ligne le long de la frontière est constituée de forts armés avec de l'artillerie sous casemates, espacés tous les six kilomètres pour se couvrir mutuellement. Le tir frontal doit être assuré par des canons lourds sous tourelle. Un catalogue de douze modèles est proposé, allant du gros fort concentré (le type palmé est accepté quand le relief l'oblige ; il est alors appelé « groupe d'ouvrages ») jusqu'au petit abri. L'armement est mieux défini par une note de septembre 1928[19], sont retenus notamment le canon-obusier de 75 mm pour l'action par flanquement sous casemate et un canon longue distance de 145 mm pour l'action frontale sous tourelle[20].

##### Premiers plans
Le ministre de la Guerre Paul Painlevé demande au printemps 1928 que les travaux débutent rapidement, en commençant par ceux protégeant Nice (Mussolini vient de faire un discours réclamant l'annexion de la ville à l'Italie), puis ceux d'Alsace-Lorraine (la fin de l'occupation de la Rhénanie est fixée pour 1930, alors qu'à partir de 1934 arrivent sous les drapeaux les classes creuses du déficit des naissances dû à la Première Guerre mondiale). Les premiers plans concernent d'abord l'ouvrage de Rimplas (ébauche en janvier 1928) dans les Alpes, les ouvrages du Hackenberg et de Rochonvillers (octobre 1928) en Lorraine et celui du Hochwald (décembre 1928) en Alsace. Ce sont des ouvrages prototypes, dont les plans font la navette entre d'une part les délégations de Nice, Metz et Strasbourg qui les établies et d'autre part la commission à Paris qui les modifie. Progressivement les ouvrages prennent la forme palmée proposée par le colonel Tricaud, avec des blocs dispersés (distance minimale de 50 mètres entre chaque bloc) dont deux servent à la défense des entrées. Chaque ouvrage nécessite d'abord des levers topographiques, puis des sondages du sol, ensuite un « plan de masse » (qui définit la mission et la position précise de l'ouvrage) qui doit être approuvé par l'état-major de l'armée et par le ministre de la Guerre, puis un « plan d'implantation » (au 1/1000, destinés aux constructeurs) qui doit être approuvé par la direction du génie.
Le 25 décembre 1928, le général Fillonneau est mis à la retraite, remplacé le lendemain par le général Belhague comme inspecteur général du génie, président du Comité technique du génie et président de la Commission d'organisation des régions fortifiées. Sous sa présidence, la commission va parfois aller sur place inspecter le terrain et va tenir 35 séances pour les années 1929 et 1930, notamment pour étudier les premiers plans de masse : Rochonvillers en février et mars 1929, Hochwald en février, Hackenberg en mars, Simserhof en juillet, Bremmelbach et Schiesseck en septembre, Métrich en octobre...
Une autre partie du travail de la commission est de concevoir les différents éléments de la fortification. Les intervalles entre les ouvrages s'étant accrus par souci d'économie, la commission décide de combler les vides par de petits ouvrages et surtout par des casemates assurant la continuité de la ligne (note du 3 avril 1929). Ces casemates d'intervalle sont définis par notice le 30 juillet 1929, avec des variantes du 11 octobre 1929 pour les berges du Rhin et du 13 mars 1931 pour les Vosges du Nord. Les ouvrages sont définis par les notices générales relatives au fonctionnement et à l'entretien des installations des ouvrages de régions fortifiées, ils sont d'abord puissants avec une division en deux demi-forts (le projet du Hackenberg compte 32 blocs, dont 19 seront réalisés ; le Hochwald a 23 blocs), puis plus petits (Rochonvillers 11 blocs, Simserhof 10, Schiesseck 11, etc.). Les dimensions des casemates d'intervalle et des blocs des ouvrages sont fixées alors que le choix des armes et des cuirassements n'est pas encore arrêté. Les épaisseurs des murs et dalles de béton armé sont fixées le 10 juin 1929, variant de 1,5 à 3,50 mètres selon l'exposition.

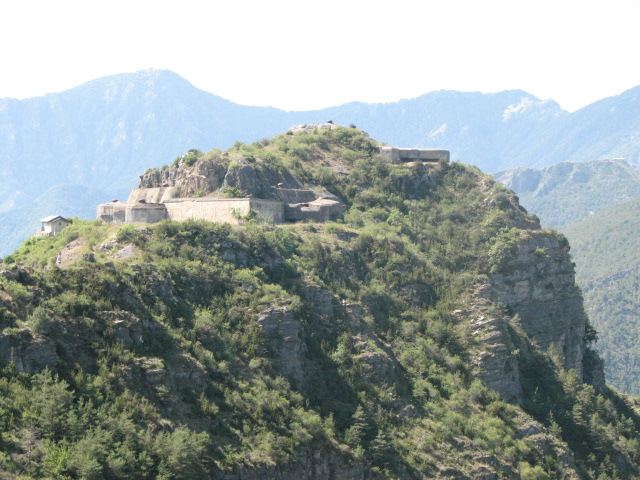
Ouvrage de Rimplas, à 80 km de Nice, premier chantier commencé en 1928.

##### Premiers chantiers
Au printemps 1928, le Parlement français vote de nouveau l'attribution de quatorze millions de francs (équivalent à 8,1 millions d'euros de 2010) à employer pour les fortifications du Sud-Est. Ces crédits vont notamment servir au lancement du premier chantier, celui de l'ouvrage de Rimplas (sept millions de francs y sont dépensés en 1928 et 1929), alors que les plans ne sont encore que des ébauches et qu'aucun sondage du sol n'y a été fait. Mais le ministre de la Guerre Painlevé ordonne que les galeries commencent à être creusées rapidement, ce qui est le cas à partir de septembre 1928.
Pour les ouvrages du Nord-Est, le même ordre est donné pour que les terrassements commencent dès 1929 pour les trois ouvrages de Rochonvillers, du Hackenberg et du Hochwald, mais les retards s'accumulent et les devis augmentent rapidement. Au Hochwald les travaux commencent à partir du 6 août 1929 avec les casemates du fossé, quant à la mise en chantier des entrées et des galeries elles attendront février 1931. Au Hackenberg et au Rochonvillers, il faut attendre 1930.

### Constructions des années 1930

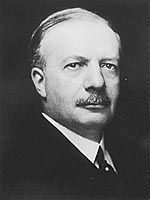
André Maginot, ministre de la Guerre en 1929.

Les quelques travaux menés avant 1930 ont déjà engagé 250 millions de francs du budget du ministère de la Guerre. Le ministre Paul Painlevé fait étudier par ses services durant l'année 1929 la présentation au Parlement d'un programme de financement sur cinq ans (de 1929 à 1934) correspondant au premier cycle de travaux du rapport de la CORF de mars 1928, approuvé par le Conseil supérieur de la guerre. Le montant de ces travaux, estimé en 1928 à 3,76 milliards de francs, est réduit grâce à des restrictions de projet à un total de 2,9 milliards (équivalent à 1,569 milliard d'euros de 2010), soit un milliard 498 millions pour la RF Metz, 836 millions pour la RF Lauter, 63 millions pour la ligne du Rhin, 180 millions pour les Alpes, 50 millions pour le Nord, 233 pour les parcs mobiles, plus 40 pour les services et imprévus.
Le 22 octobre 1929, le gouvernement d'Aristide Briand tombe, remplacé à partir du 3 novembre par le gouvernement André Tardieu, dans lequel André Maginot est nommé ministre de la Guerre. Le nouveau ministre va poursuivre le projet de son prédécesseur Painlevé, car bien que les deux hommes ne soient pas du même parti politique (Painlevé est un républicain-socialiste donc de la gauche réformiste, tandis que Maginot est membre de l'Alliance démocratique donc de centre-droit), ils ont déjà travaillé ensemble. De plus Maginot est originaire de Lorraine, il est alors député de Bar-le-Duc (au sud de Verdun) et il est invalide à la suite d'une blessure reçue lors de la Première Guerre mondiale. Il approuve donc le programme de financement des fortifications.
Les crédits alloués à la construction des fortifications sont votés rapidement le 28 décembre 1929 par la Chambre (à main levée) puis le jour même par le Sénat (avec 270 voix pour et 20 voix contre). La loi est signée le 14 janvier 1930 par le président de la République Gaston Doumergue, puis publiée au JO dès le lendemain.

#### Anciens fronts (1928-1934)
Les travaux de ce que la CORF appelle le premier cycle du Nord-Est (constructions lancées de 1928 à 1934, financées principalement par la loi Maginot de janvier 1930) portent aussi le surnom d'« anciens fronts » (par rapport à ceux aménagés plus tard). Ce cycle est divisé en deux tranches, la première commençant en 1930, la seconde à partir de 1931.

##### Première tranche (à partir de 1930)
En février 1930, en plus de trois ouvrages (Hackenberg, Hochwald et Rimplas), vingt casemates et abris sont commencés. En décembre 1930, se sont 21 ouvrages et 143 casemates ou abris qui sont en chantier. Les coûts commencent à augmenter du fait de mauvaises estimations et de l'inflation, d'où la suppression de quelques ouvrages (Seelberg et Main-du-Prince) et l'abandon des tourelles d'artillerie longue portée (canons de 145 mm). Sont lancés les chantiers suivants :
- le secteur fortifié de Thionville (ouvrages de Rochonvillers, de Molvange, de l'Immerhof, de Soetrich, du Bois-Karre, du Kobenbusch, de l'Oberheid, du Galgenberg, de Sentzich, de Métrich et du Billig) ;
- la partie septentrionale du secteur fortifié de Boulay (ouvrages du Hackenberg, du Coucou, du Mont-des-Welches, du Michelsberg, du Bois-de-Bousse et d'Anzeling) ;
- la partie orientale du secteur fortifié de Rohrbach (ouvrages du Simserhof, du Schiesseck et de l'Otterbiel) ;
- une partie du secteur fortifié des Vosges (ouvrages du Grand-Hohékirkel, de Lembach et du Four-à-Chaux) ;
- la partie occidentale du secteur fortifié de Haguenau (ouvrages du Hochwald et de Schœnenbourg) ;
- la ligne de la berge et la ligne des abris des secteurs fortifiés du Bas-Rhin, de Colmar et de Mulhouse.

##### Seconde tranche (à partir de 1931)
La crise économique touche la France à partir de 1931, entrainant une politique de rigueur de la part du gouvernement de Gaston Doumergue alors que les coûts de construction augmentent. Pour entrer dans les coûts estimés, de nombreux éléments sont reportés en deuxième cycle et finalement annulés : neuf ouvrages entiers, les blocs d'artillerie de neuf autres ouvrages, une partie de l'artillerie de deux autres ouvrages, plusieurs entrées d'ouvrage, des casemates d'intervalle, des abris et des observatoires. À la demande d'Albert Lebrun (député de Meurthe-et-Moselle) et grâce à une rallonge de 400 millions obtenue du gouvernement, le secteur de la Crusnes est finalement commencé en 1931 (au lieu de 1934) pour protéger le bassin industriel et minier de Longwy à Briey. Sont lancées les constructions suivantes :
- ligne de casemates de la forêt de Raismes dans le secteur fortifié de l'Escaut ;
- ligne de casemates de la forêt de Mormal dans le secteur fortifié de Maubeuge ;
- le secteur fortifié de la Crusnes (ouvrages de la Ferme-Chappy, de Fermont, de Latiremont, du Mauvais-Bois, du Bois-du-Four, de Bréhain et d'Aumetz) ;
- la partie méridionale du secteur fortifié de Boulay (ouvrages du Bovenberg, de Denting, du Village-de-Coume, de l'Annexe nord de Coume, de Coume, de l'Annexe sud de Coume et du Mottenberg) ;
- le secteur fortifié de Faulquemont (ouvrages du Kerfent, du Bambesch, de l'Einseling, de Laudrefang et de Teting) ;
- la ligne de casemates du secteur fortifié des Vosges ;
- la partie orientale du secteur fortifié de Haguenau ;
- la ligne des villages des secteurs fortifiés du Bas-Rhin, de Colmar et de Mulhouse[29].

En 1932, au plus fort des chantiers, ce sont 220 officiers du génie qui travaillent, de près ou de loin, sur la ligne Maginot sur un effectif total de 2 087 officiers de cette arme.

##### Fortifications du Sud-Est
La loi du 18 janvier 1930 (dite loi Maginot) accorde 180 millions de francs (équivalent à 97 millions d'euros de 2010) sur les budgets 1930 à 1934 pour la fortification dans les Alpes, qui se rajoutent aux 20 millions de francs déjà engagés en 1928 et 1929 pour les premiers travaux ; le tout correspond aux dépenses estimées pour le programme restreint défini par la CDF en février 1929 (208 millions de francs sur un total de 700). Mais le 31 mars 1930 la CORF estime les travaux prévus à 366 millions de francs et propose de supprimer des éléments et d'en reporter d'autres, d'où de nouveau l'opposition du général Degoutte. Une reconnaissance du terrain est effectuée en mai 1930 par le maréchal Pétain (vice-président du Conseil supérieur de la guerre) et les généraux Weygand (chef d'état-major général de l'armée), Degoutte (chef désigné de la future armée des Alpes) et Belhague (président de la CORF). Les négociations débouchent sur un plan des travaux à entreprendre en première urgence : priorité au secteur des Alpes-Maritimes, utilisation de la main-d'œuvre militaire (plus économique) sur une partie des chantiers, construction rapide d'une série d'avant-postes (composés de casemates de mitrailleuses, pour protéger les travaux) et demande d'une rallonge budgétaire.
Le coût estimé par la CORF pour ce nouveau programme restreint est de 400 millions de francs, mais en novembre le ministère de la Guerre annonce qu'il faut de contenter de 362 millions (soit les 180 millions de la loi Maginot, plus 100 millions de rallonge accordés le 15 juillet et 82 millions récupérés sur d'autres lignes budgétaires). Les travaux ne pouvant être lancés à cause de la différence de 40 millions sont reportés en seconde urgence, dont le financement reste alors à voter. Finalement, les premiers plans de masse des ouvrages alpins sont examinés en octobre et novembre 1930, avant que soit défini en décembre 1930 un « programme des 362 millions » (équivalent à 196 millions d'euros de 2010). Les chantiers alpins (mis-à-part Rimplas, commencé en 1928) s'ouvrent à partir du début de 1931, malgré des ajournements décidés en 1933 :
- secteur fortifié de la Savoie (ouvrages du Sapey, de Saint-Gobain, de Saint-Antoine, du Lavoir et du Pas-du-Roc) ;
- secteur fortifié du Dauphiné (ouvrages du Janus, de Roche-la-Croix, de Saint-Ours Haut, de Saint-Ours Bas, de Restefond, des Granges-Communes et Col-de-la-Moutière) ;
- secteur fortifié des Alpes-Maritimes (ouvrages de Rimplas, de Fressinéa, de Valdeblore, de Gordolon, de Flaut, du Col-de-Brouis, du Monte-Grosso, de l'Agaisen, de Saint-Roch, du Barbonnet, de Castillon, du Mont-Agel, de Sainte-Agnès, de Roquebrune et de Cap-Martin).

#### Nouveaux fronts (1934-1935)
Les travaux de ce que la CORF appelle le deuxième cycle du Nord-Est (constructions lancées de 1934 à 1935 financées par la loi-programme de 1934) portent aussi le surnom de « nouveaux fronts » (par rapport à ceux aménagés précédemment).
Le 6 juillet 1934, une nouvelle loi-programme fournit 1,275 milliard de francs (équivalent à 855 millions d'euros de 2010) sur deux ans pour poursuivre les travaux de fortification. Sont lancés les chantiers suivants, avec de nombreux ouvrages ou blocs reportés à plus tard (et finalement jamais construits) :
- le secteur fortifié de l'Escaut (ouvrage d'Eth) ;
- le secteur fortifié de Maubeuge (ouvrages des Sarts, de Bersillies, de La Salmagne et de Boussois) ;
- la tête de pont de Montmédy dans le secteur fortifié de Montmédy (ouvrages de La Ferté, du Chesnois, de Thonnelle et de Vélosnes) ;
- la partie occidentale du secteur fortifié de Rohrbach (ouvrages de Rohrbach et du Welschof) ;
- une partie du secteur défensif de la Sarre (ouvrage du Haut-Poirier).

Le 3 janvier 1935, le nouveau ministre de la Guerre Louis Maurin (homme politique, 1869-1956) prend trois décisions : d'abord que les travaux dans le Nord-Est passent sous l'autorité des commandants de régions militaires, tandis que les délégations de la CORF dans le Sud-Est sont maintenues ; ensuite que le financement se fait désormais sur les budgets d'instruction générale des cadres et de la troupes ; enfin que les travaux sont à faire réaliser par la main-d'œuvre militaire (MOM), avec du matériel prélevé dans les parcs mobiles constitués grâce à la loi Maginot. En 1935, la CORF prépare un nouveau cycle de constructions très restreint, prévoyant d'abord l'achèvement des aménagements intérieurs des ouvrages, ensuite la mise en place des réseaux barbelés et antichars (ces derniers composés de rails enterrés), la construction des casernement de sûreté, le rattachement par galerie des quelques blocs isolés, la mise en place de deux tourelles surnuméraires et enfin l'organisation du front de Barst à Vahl-Ebersing (partie occidentale du secteur défensif de la Sarre). Mais les galeries sont à peine ébauchées et les tourelles restent finalement en dépôt.
En 1935, la situation internationale évolue : si le gouvernement Pierre Laval tente un rapprochement avec l'Italie, au même moment l'Allemagne rétablit le service militaire obligatoire (décision du 16 mars 1935) et lance son programme de réarmement.
En conséquence, le général Gamelin (nouveau vice-président du Conseil supérieur de la guerre) ordonne le 19 mars 1935 que les travaux du Nord-Est s'orientent vers de la « fortification de campagne durable » : d'une part par l'édification d'un obstacle continu de Dunkerque à Belfort (par des réseaux de fils de fer barbelés, doublés par des réseaux de rails enterrés et la préparation du barrage de toutes les voies), d'autre part par la construction de petits blockhaus pour former la position principale de résistance dans les secteurs peu fortifiés ou pour renforcer les intervalles dans les secteurs plus solides. Désormais, les Français font de la fortification légère. Quant au Sud-Est, le général Gamelin décide le 7 août 1935 l'arrêt des travaux dans les Alpes ainsi qu'en Tunisie. Le 31 décembre 1935, la Commission d'organisation des régions fortifiées, devenue inutile, est dissoute.

#### Travaux complémentaires (1936-1939)

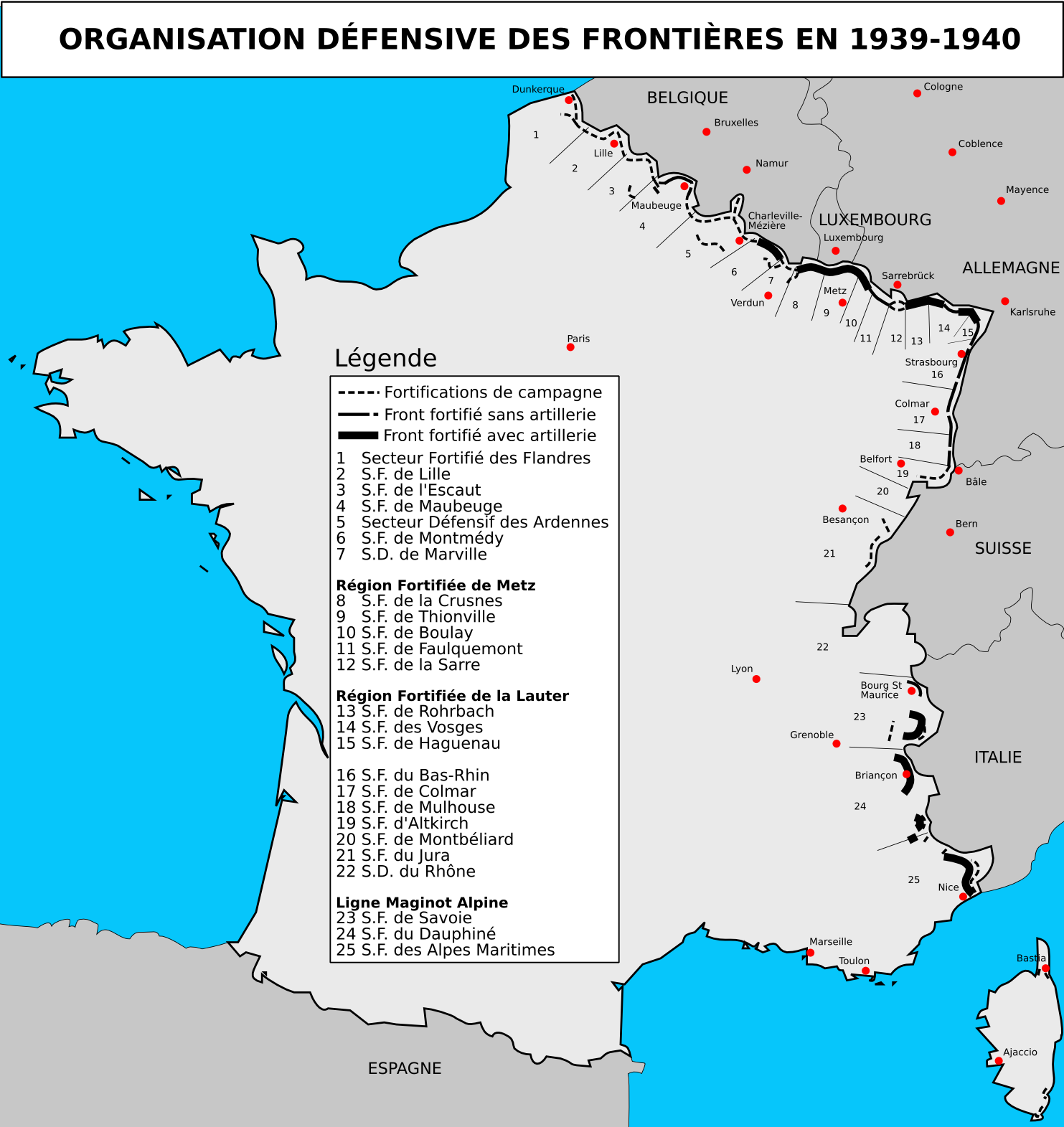
Carte des fortifications frontalières en 1939 et 1940 : une ligne continue mais de puissance variable.

L'année 1936 est marquée par plusieurs changements importants : d'abord le 7 mars 1936, l'armée allemande réoccupe ses garnisons sur la rive gauche du Rhin ; le général Gamelin fait mettre en alerte les troupes de forteresse françaises (13 RIF, 5 RAP et 3 RAMF), qui occupent pour la première fois tous les ouvrages le long de la frontière du Nord-Est, jusqu'au mois d'avril. Ensuite le 4 juin 1936, le gouvernement Albert Sarraut, avec Louis Maurin (homme politique, 1869-1956) comme ministre de la Guerre, est remplacé par le gouvernement Léon Blum avec Édouard Daladier comme ministre de la Défense nationale et de la Guerre. Un programme de financement sur quatre ans du ministère de la Défense pour un total de 21 milliards (basé sur des emprunts de la Défense nationale, lancés en mars 1937) permet de lancer le réarmement français, avec priorité sur les chars, l'équipement individuel, l'armement de l'infanterie et les avions ; la fortification n'est pas oubliée avec un dixième des ressources annuelles du ministère qui lui sont désormais attribuées (soit 1,5 milliard de francs de 1936 à 1938, équivalent à un milliard d'euros de 2010).
Tout aussi important, le 14 octobre 1936 le Royaume de Belgique abandonne son alliance militaire avec la République française et le Royaume-Uni, retournant à une stricte neutralité. Enfin le 1er novembre 1936, l'Italie s'allie avec l'Allemagne (axe Rome-Berlin). En conséquence, les chantiers reprennent dans le Sud-Est (sous la direction du général Mittelhausser, successeur de Degoutte), tandis que dans le Nord-Est sont commencés, toujours grâce à la MOM (main-d'œuvre militaire) :
- une ligne continue légère le long de la frontière franco-belge dans la 1re région militaire[N 20] (secteurs des Flandres, de Lille, de l'Escaut et de Maubeuge) ;
- une avancée autour de Rocroi, une ligne continue sur la rive gauche de la Meuse, une série de « maisons fortes » sur chaque route venant de la frontière franco-belge et une ligne sur le plateau de Marville dans la 2e région militaire[N 21] (secteurs des Ardennes et de Montmédy) ;
- le renforcement des intervalles de tous les secteurs fortifiés le long de la région fortifié de Metz dans la 6e région militaire[N 22] (secteurs de la Crusnes, de Thionville, de Boulay et de Faulquemont) ;
- deux lignes de casemates barrant la trouée de la Sarre (secteur défensif de la Sarre) et le renforcement des secteurs de la région fortifié de la Lauter (secteurs de Rohrbach, des Vosges et de Haguenau) dans la 20e région militaire[N 23] ;
- la construction d'une ligne de casemates en Haute-Alsace de Sierentz à Oberlarg (ligne qui prend le nom de secteur défensif d'Altkirch en 1939) et de quelques barrages de route le long du Jura (secteurs de Montbéliard et du Jura) dans la 7e région militaire[N 24], pour protéger le flanc droit des fortifications du Rhin d'une possible invasion allemande par la Suisse.

Toutes ces nouvelles fortifications sont basées sur la construction de petits blockhaus armés de mitrailleuses (dont les plans sont établis par chaque région militaire, les modèles portant parfois les noms des commandants : Barbeyrac dans la 2e ou Garchery dans la 7e), quelques casemates plus solides (appelées STG d'après le nom de la « Section technique du génie », à partir de 1937), des petites tourelles de mitrailleuses, des abris en tôle, des fossés antichars (plus économiques que les réseaux de rails enterrés) et des réseaux de barbelés.
En septembre 1938, la crise des Sudètes a deux conséquences sur les fortifications françaises : d'une part les troupes de forteresse françaises sont mises en alerte du 18 au 22 septembre, puis de nouveau à partir du 24 du même mois, alerte complétée par la mobilisation partielle le 25 et la mobilisation générale le 27, avant que les accords de Munich du 29 et 30 septembre ne fassent redescendre la pression et que l'alerte soit levée le 6 octobre. D'autre part, l'annexion par l'Allemagne de la région des Sudètes livre les fortifications tchécoslovaques, ces dernières réalisées à partir de 1935 avec l'aide technique française (quatorze ouvrages, 539 casemates et près de 10 000 petits blockhaus), ce qui permet à l'armée allemande de faire des essais de perforation.
En 1939, le général Prételat (membre du CSG, commandant désigné du groupe d'armées de l'Est) et les généraux Griveaud puis Philippe (successivement inspecteurs généraux du génie et des fortifications) font poursuivre la fortification linéaire dans le Nord-Est avec un budget pour 1939 évalué d'abord à 300 millions de francs, puis porté à 700 millions dès le mois de mai. Dans le Sud-Est, le général Besson (successeur du général Mittelhausser depuis juillet 1938) fait accepter par le gouvernement en mai 1939 un « programme des 200 millions », moitié pour la 14e région militaire (secteurs de la Savoie et du Dauphiné) et moitié pour la 15e (secteur des Alpes-Maritimes et Corse), permettant d'achever les ouvrages commencés, de rajouter des casemates STG et d'aménager la position (réseaux de barbelés, déboisement des champs de tir, transmissions).
Le 21 août 1939, les troupes de forteresse sont de nouveau mises en alerte et les ouvrages sont encore une fois occupés.

## Seconde Guerre mondiale

### Début du conflit (1939-1940)

#### Mobilisation
La première mission de la ligne étant d'empêcher une attaque brusquée pendant la mobilisation (qui dure quinze jours), elle doit donc être opérationnelle avec la totalité de ses effectifs avant la déclaration de guerre. En conséquence, les ouvrages sont mis en alerte dès que la situation internationale devient tendue, c'est-à-dire que les ouvrages et casemates sont occupés en une heure par le personnel d'active (l'échelon A, composé de conscrits et de professionnels) et la moitié de l'armement est mis en service.
Ce fut le cas de mars à avril 1936 (remilitarisation de la Rhénanie), de mars à mai 1938 (Anschluss), de septembre à octobre 1938 (crise des Sudètes) et à partir du 21 août 1939 (crise du corridor de Dantzig).
La mesure suivante est l'alerte renforcée, correspondant au rappel des réservistes frontaliers (échelon B1), ce qui permet en une journée de mettre l'ensemble de l'armement opérationnel. Elle est suivie par l'ordre de mise en sûreté, correspondant au rappel des réservistes non-frontaliers affectés aux unités de forteresse (échelon B2) et l'occupation sous trois jours de toutes les positions avec des effectifs de guerre. Ensuite c'est l'ordre de couverture générale, c'est-à-dire le rappel de tous les réservistes affectés aux unités d'active permettant l'établissement sous six jours de 25 divisions le long de la frontière. Cette mobilisation partielle avait déjà été déclenchée du 23 septembre 1938 au 6 octobre de la même année. Le 24 août 1939, l'alerte renforcée est ordonnée en même temps que le dispositif de sûreté.
Le 25 août, l'Allemagne décrète la mobilisation générale pour le 26. Le 27 à minuit commence l'application de la couverture générale. Le 1er septembre, à la suite de l'attaque allemande contre la Pologne, la mobilisation générale française est décidée, applicable à partir du 2 à minuit ; la frontière avec l'Allemagne est fermée, les habitants de la zone frontalière sont évacués (notamment Strasbourg). Le 3 septembre 1939 à 17 h, la France déclare la guerre à l'Allemagne.

#### Drôle de guerre

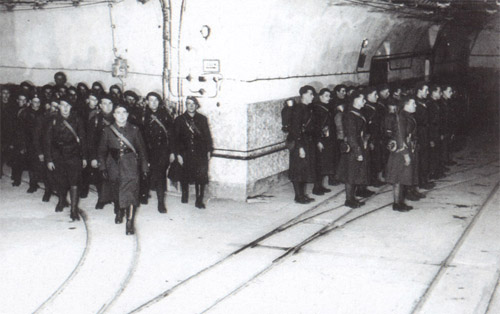
Relève dans un gros ouvrage en 1939.

Les premiers jours de la guerre, les forces françaises et la Wehrmacht allemande restent sur leurs positions respectives, à plusieurs kilomètres de la frontière. Du 9 au 21 septembre 1939, les 4e et 5e armées françaises, y compris quelques éléments d'infanterie de forteresse, sont engagées dans l'offensive de la Sarre.
Les ouvrages n'interviennent pas, faute d'objectifs à détruire, mis à part quelques tirs des tourelles pour soutenir les corps francs (de la part des ouvrages du Simserhof, du Grand-Hohékirkel, du Four-à-Chaux et du Hochwald).

#### Travaux de renforcement
Les travaux de fortification se poursuivent pendant toute la drôle de guerre, freinés par l'hiver 1939-1940 très rude. Dès la mobilisation, les troupes d'intervalle (41 régiments d'infanterie de forteresse, 22 bataillons alpins de forteresse, 21 régiments d'artillerie de position et 9 régiments d'artillerie mobile de forteresse) organisent leurs positions en installant des barbelés supplémentaires, en creusant des tranchées, en coulant de petits blockhaus, en nettoyant les glacis, en installant des lignes téléphoniques ou en posant quelques mines.
À cette préparation du champ de bataille s'ajoutent l'ébauche de nouvelles positions défensives, certaines en avant de la ligne principale (cas des avant-postes, des « brisants » et de la position avancée de Longwy) et surtout juste en arrière, avec le lancement des lignes CEZF (du nom de la « Commission d'étude des zones fortifiées », présidée par le général Belhague, secondé par le nouvel inspecteur général du génie Philippe) qui doivent servir de « deuxième position d'armée » :
- « bretelle de Cassel » (de la forêt de Clairmarais à Téteghem) dans le secteur fortifié des Flandres ;
- position du Cateau dans le secteur fortifié de l'Escaut ;
- barrage de Signy-l'Abbaye à Poix-Terron dans le secteur défensif des Ardennes ;
- position « est du Chesne » (d'Omont à Stonne), de Dun-sur-Meuse (forêt de Belval à Brandeville) et « bretelle d'Étain à Spincourt » (de Mangiennes à Pierrepont) dans le secteur fortifié de Montmédy ;
- position « nord de Morhange » (de la forêt de Rémilly au bois de Guessling) et position « ouest de Sarre-Union » (de Sarre-Union à Butten) dans le secteur défensif de la Sarre ;
- position de Frœschwiller à Wœrth, position de Soultz à Rittershoffen et bretelle de Hatten à Seltz dans le secteur fortifié de Haguenau ;
- bretelle de Diebolsheim à Hilsenheim dans le secteur fortifié de Colmar ;
- position de Morteau (de Consolation aux Fins et de Colombière à La Longeville) et position de Pontarlier (Granges-Sainte-Marie à Remoray) dans le secteur fortifié du Jura ;
- position de défense de la région parisienne (appelée « ligne Chauvineau », du nom du chef du génie du gouvernement militaire de Paris), coupant les vallée de l'Oise, de la Nonette, de la Grivette, de l'Ourcq et de la Marne.

Les Alpes bénéficient aussi de cet aménagement du terrain, avec notamment des secondes lignes constituées de casemates STG et d'un modèle de petit blockhaus appelé « abri pour mitrailleuse type Briançon » et surnommé « pilule », de 2,60 m de diamètre seulement.
Les travaux de fortifications effectués d'octobre 1939 à avril 1940 sur la principale ligne de résistance (sans compter les lignes CEZT et la défense de Paris) représentent un total de 2 700 blockhaus (de la grosse casemate STG au petit bloc pour canon antichar) réalisés et 820 en chantier. Les évaluations des effectifs militaires employés sont autour de 248 000 hommes, appelés « main-d'œuvre militaire » (MOM, auxquels se rajoutent les civils de plusieurs entreprises privées) : ils sont fournis par les unités combattantes (180 000), les régiments et bataillons de travailleurs (52 000) et les compagnies de travailleurs espagnols (républicains réfugiés et anciens des brigades internationales) ou de pionniers nord-africains (16 500).

### Campagne de France

#### Mai 1940

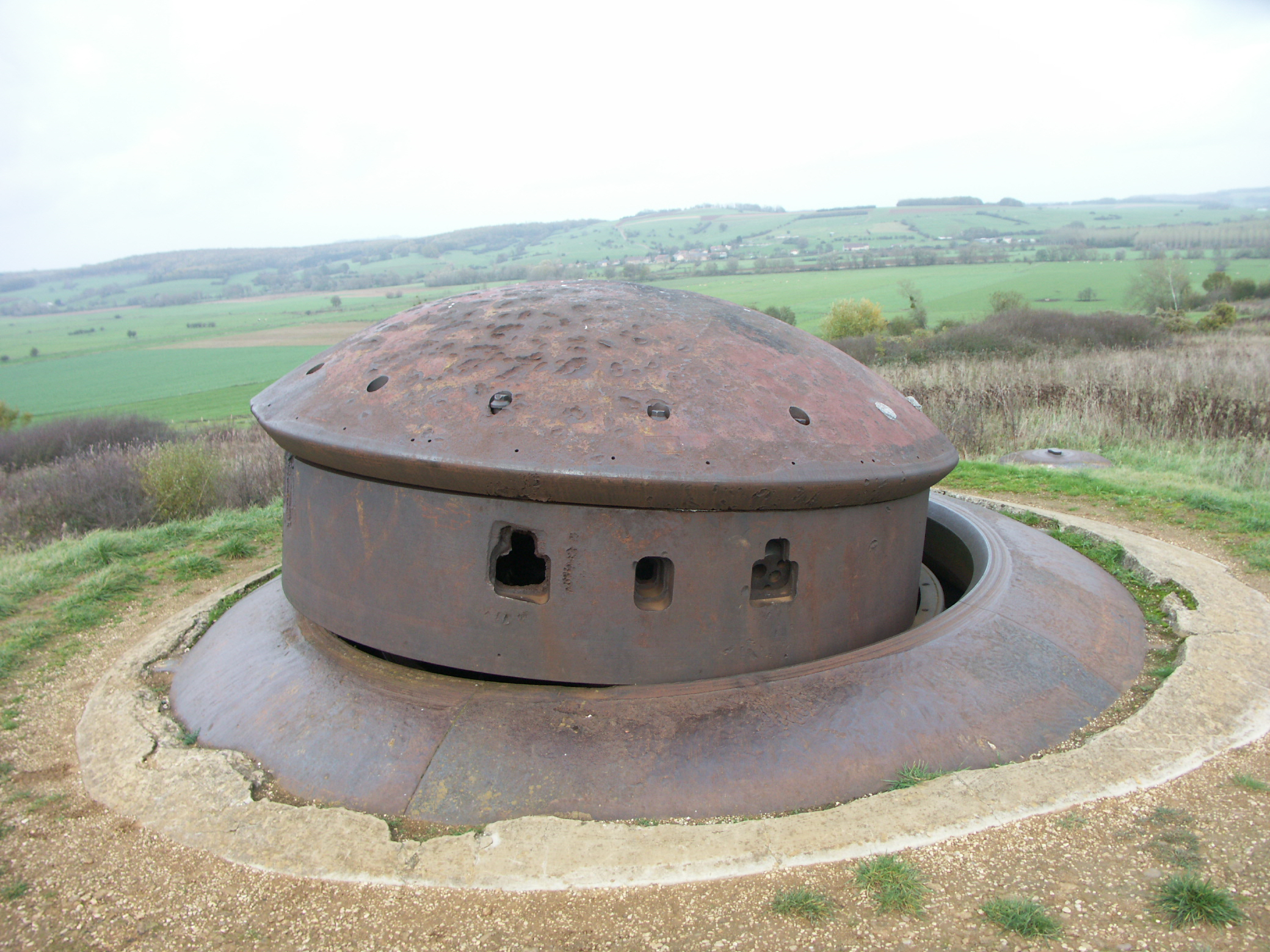
Tourelle pour deux armes mixtes arrachée par une charge explosive (ouvrage de La Ferté, bloc 2).

Le 10 mai 1940, la Wehrmacht passe à l'offensive à travers le Luxembourg, la Belgique et les Pays-Bas. Son axe principal évite les secteurs les plus puissants de la ligne Maginot, longeant la position avancée de Longwy (11 au 13 mai, finalement évacuée par les Français) avant de percer à travers le secteur défensif des Ardennes (à Monthermé) et le secteur fortifié de Montmédy (à Sedan) du 13 au 15 mai.
Les fortifications au nord-ouest de cette percée sont prises à partie au fur et à mesure de la progression allemande : d'abord le secteur de Maubeuge (du 16 et 23 mai), ensuite le secteur de l'Escaut (22 au 27 mai) et enfin le secteur des Flandres (lors de la bataille de Dunkerque, du 25 mai au 3 juin).
Ces différents secteurs sont faiblement fortifiés, ils ne comptent aucun ouvrage d'artillerie : les casemates sont rapidement prises par les troupes allemandes attaquant sur leurs arrières tandis que les quelques ouvrages d'infanterie (Les Sarts, Bersillies, La Salmagne, Boussois et Eth) doivent se rendre après leur neutralisation par des tirs dans les embrasures et la destruction des bouches d'aération.
Il y a un cas particulier, l'ouvrage de La Ferté qui se trouve à l'extrémité du secteur de Montmédy : il s'agit d'un petit ouvrage d'infanterie (deux blocs), qui se retrouve isolé, dont tous les cuirassements (sept cloches et une tourelle) se font détruire par des pionniers allemands armés d'explosifs (17-19 mai) et dont l'équipage meurt asphyxié.

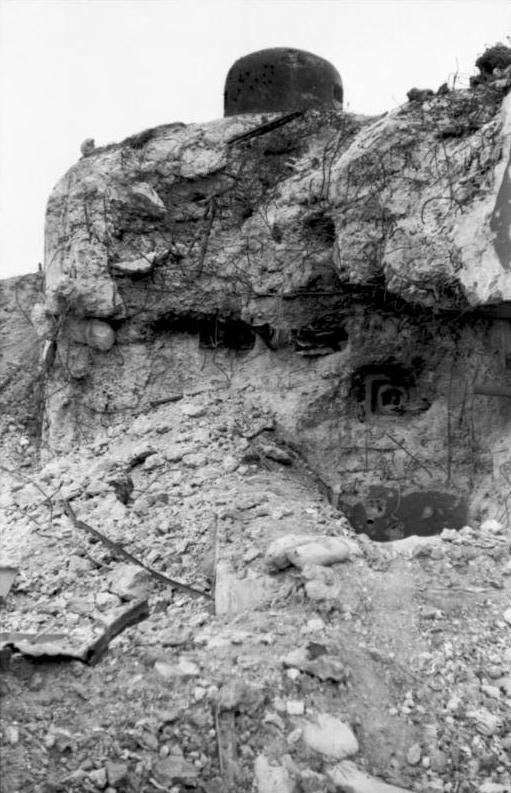
Façade totalement labourée par les obus allemands.
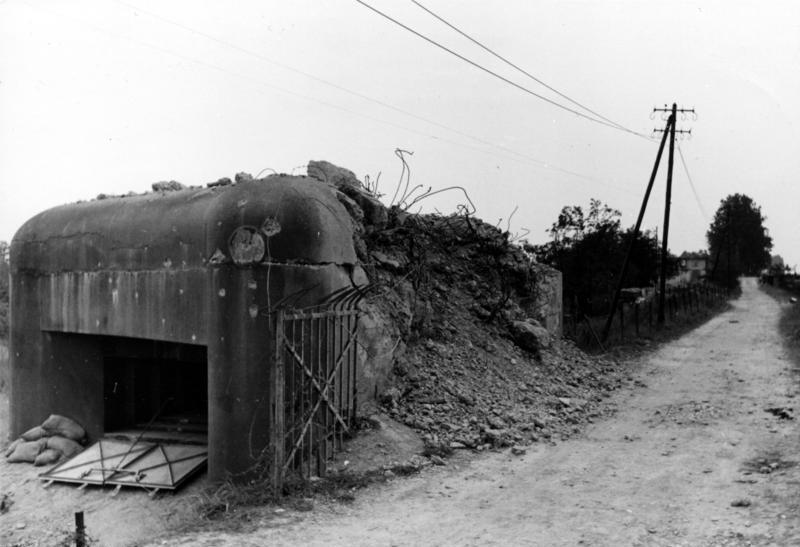
Casemate abandonnée après le pilonnage d'un de ses murs.
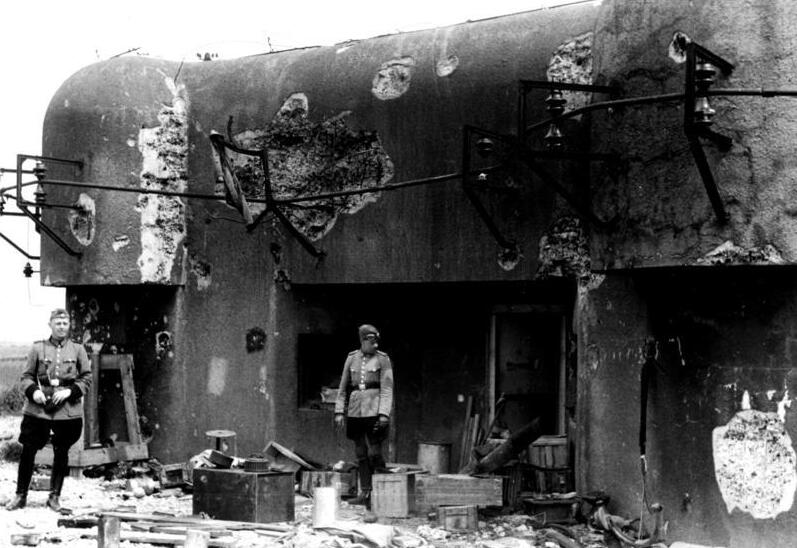
Policiers allemands posant devant la façade d'une casemate abimée.
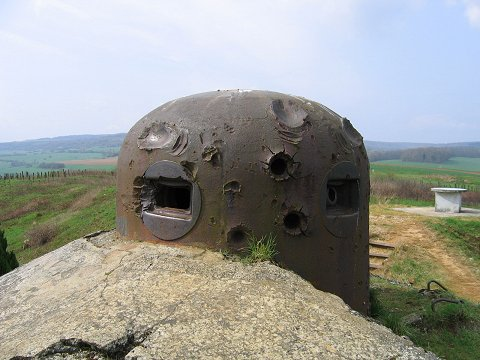
Cloche GFM de l'ouvrage de La Ferté, marquée par les impacts.

#### Juin 1940

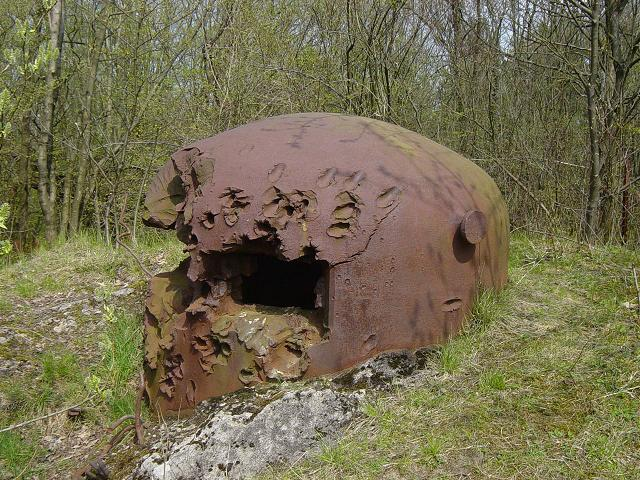
Cloche GFM du bloc 2 de l'ouvrage du Kerfent, détruite par les canons antichars allemands le 21 juin 1940.

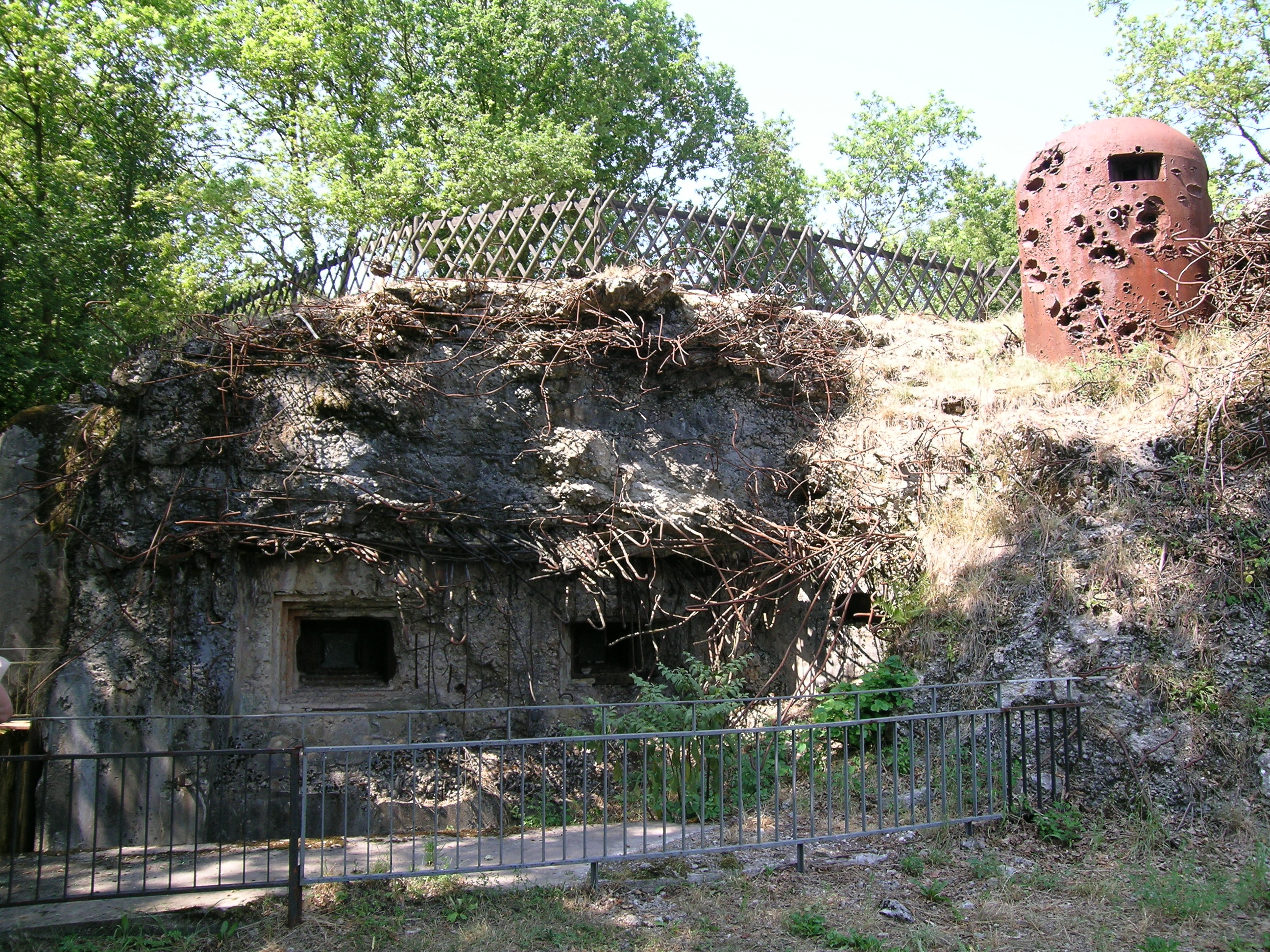
Façade de casemate percée par les obus allemands (bloc 2 de l'ouvrage du Bambesch).

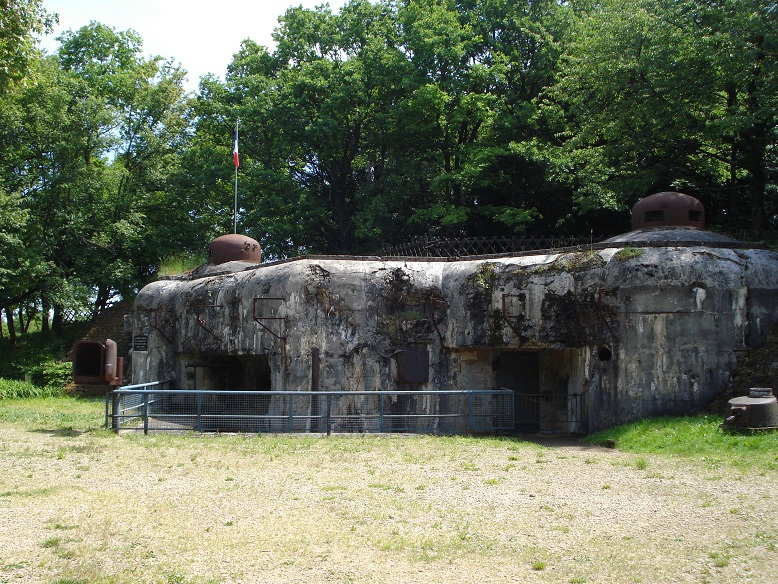
Bloc 3 de l'ouvrage du Bambesch, capturé par les Allemands le 20 juin 1940.

Les 5 et 9 juin, les armées allemandes percent de nouveau le front sur la Somme et l'Aisne. Le 12 juin, les troupes françaises en Lorraine reçoivent l'ordre de décrocher progressivement vers le sud pour éviter l'encerclement. Au même moment le groupe d'armée C allemand a ordre de se lancer frontalement à l'attaque des secteurs les plus faibles de la ligne Maginot en Alsace-Lorraine, c'est-à-dire dans la trouée de la Sarre et sur le Rhin.
Dans la Sarre (opération Tiger), la 1re armée allemande attaque la première ligne de casemates STG le 14 juin, avant d'emporter les deux lignes le 15 à la suite de l'évacuation des troupes d'intervalle françaises dans la nuit du 14 au 15. Les forces allemandes se déploient donc sur les arrières des ouvrages de Lorraine dès le 17 : l'évacuation des ouvrages est annulée. Sur le Rhin (opération Kleiner Bär), la 7e armée allemande établit des têtes de pont sur la rive gauche entre Rhinau et Neuf-Brisach le 15 juin, juste avant que les Français évacuent (le 17), ce qui permet la prise de Colmar, puis de Belfort le 19. Quant aux troupes françaises battant en retraite vers le sud, elle finissent par se rendre entre le 21 et le 25 juin.
Les ouvrages sont désormais encerclés, ce qui va permettre aux Allemands de les attaquer plus facilement.
Le 19 juin, une percée est réussie dans le secteur des Vosges, malgré les tirs du Four-à-Chaux. Le 20, c'est au tour des casemates du plateau d'Aschbach, qui résistent grâce à l'appui de l'artillerie du Schœnenbourg. Les casemates et surtout les ouvrages sont bombardés par des Stukas et par l'artillerie lourde notamment la Grosse Bertha (le Schœnenbourg reçoit 160 bombes, 50 obus de 420 mm et 33 de 280 mm).
Dans les autres secteurs, les Allemands se limitent principalement à des tirs tendus contre les murs arrière et contre les embrasures des blocs, ce qui, au bout de plusieurs heures de tir, finit par percer le béton et l'acier des cloches. Dans le secteur de Faulquemont, le Bambesch est attaqué le 20, un canons de 88 mm perce le bloc 2, ce qui entraine la reddition de l'ouvrage. Le 21, c'est au tour du Kerfent dont le bloc 3 est perforé à coups de 88 mm, tandis qu'à l'Einseling un assaut sur les dessus est repoussé par les mortiers de 81 mm du Laudrefang. Ce dernier, ainsi que le Teting, seront vivement canonnés jusqu'à la conclusion de l'armistice.
Dans le secteur de la Crusnes, les ouvrages de la Ferme-Chappy et de Fermont sont attaqués le 21 : après une préparation d'artillerie lourde (210 mm Krupp et 305 mm Skoda), des bombardements par stukas et des tirs de canons de 88 mm, les sections d'assaut sont repoussés par les tirs du Latiremont (1 577 obus tirés en un jour). Dans le secteur de Boulay, l'ouvrage du Michelsberg est attaqué le 22 juin, mais les tirs des ouvrages voisins (Hackenberg et Mont-des-Welsches) nettoient rapidement les approches. Dans le secteur de Rohrbach, après la reddition le 21 du Haut-Poirier (bloc 3 percé par un obus perforant de 150 mm), la même chose se produit au Welschhof le 24 avec le bloc 1.
L'armistice entre la France et l'Allemagne est signé le 22 juin 1940, mais il n'entre en application que le 25 juin à 0 h 35, après qu'un armistice entre la France et l'Italie ne soit signé (le 24 au soir). Les Allemands prennent possession des ouvrages du Nord-Est du 26 juin au 2 juillet, les Italiens ceux du Sud-Est, tandis que les équipages sont faits prisonniers ; les plans des ouvrages sont livrés à l'occupant.

#### Dans les Alpes
Les secteurs fortifiés du Sud-Est dépendent en temps de paix des 14e et 15e région militaire (QG respectifs à Lyon et Marseille). Ils sont mis en alerte en même temps que ceux du Nord-Est le 22 août 1939, puis dès le lendemain les réservistes des unités de forteresse sont appelés ; la mobilisation générale commence le 2 septembre, portant en quinze jours la 6e armée (appelé aussi l'armée des Alpes), à qui est confiée la défense de la frontière du Sud-Est, a son effectif maximal. Les troupes occupent alors leurs positions face au royaume d'Italie avec laquelle la République française n'est pas en guerre. Cette situation se poursuit jusqu'à la déclaration de guerre de l'Italie à la France et au Royaume-Uni le 10 juin 1940. Dès le premier jour des hostilités, tous les ponts et tunnels des cols sont détruits par le Génie. Étant donné l'enneigement tardif pour la saison, les Italiens retardent leur attaque. L'offensive ne commence qu'à partir du 20 juin, malgré le mauvais temps (interdisant les bombardements aériens).
En Savoie, les attaques du Corpo d'Armato Alpino en Tarentaise (cols de la Seigne et du Petit-Saint-Bernard : opération Bernardo) et du 1° Corpo d'Armata en Maurienne (col du Mont-Cenis) sont bloquées par les avant-postes et l'artillerie des ouvrages jusqu'à l'armistice.
Dans le secteur du Dauphiné, le 4° Corpo d'Armata, chargé de prendre le Briançonnais, est lui aussi bloqué au col de Montgenèvre ; le 21 juin, quatre mortiers français de 280 mm neutralisent le fort italien du Chaberton (dont les huit tourelles d'artillerie bombardaient l'ouvrage du Janus).
En Ubaye, le 2° Corpo d'Armata (opération Maddalena) est arrêté juste après le col de Larche par les avant-postes soutenus par les tirs des ouvrages de Saint-Ours Haut et de Roche-la-Croix.
Dans la partie montagneuse des Alpes-Maritimes, les avant-postes ne sont presque pas inquiétés, rapidement dégagés par les tirs des ouvrages (de Rimplas et de Flaut). Les attaques sont plus importantes le long de la côte, dès le 14 juin, en raison de l'absence de neige (opération Riviera menée par le 15° Corpo d'Armata) : les points d'appui le long de la frontière doivent être évacués le 22, une partie de Menton est prise par les Italiens, mais là aussi les avant-postes français résistent grâce aux tirs de soutien des ouvrages (notamment ceux du Mont-Agel et du Cap-Martin) et des batteries d'intervalle.
L'armistice du 24 juin 1940 entre l'Italie et la France est signé à Rome, avec application le 25 juin à 0 h 35. Les fortifications du Sud-Est se trouvent dans la zone d'occupation italienne en France et sont évacuées (avec une partie du matériel) avant le 5 juillet.

### De juillet 1940 à 1945

#### Occupation allemande

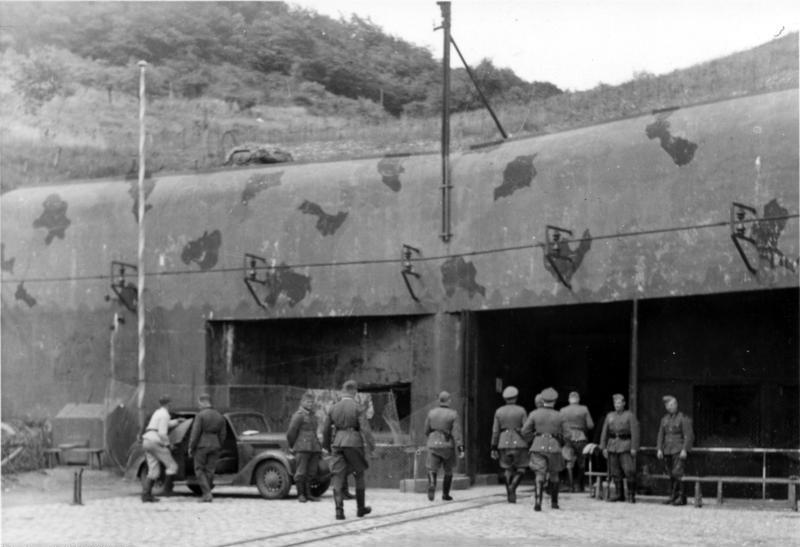
Visite de l'ouvrage du Hackenberg par le Generalleutnant Kurt Daluege (ici à l'entrée des munitions).

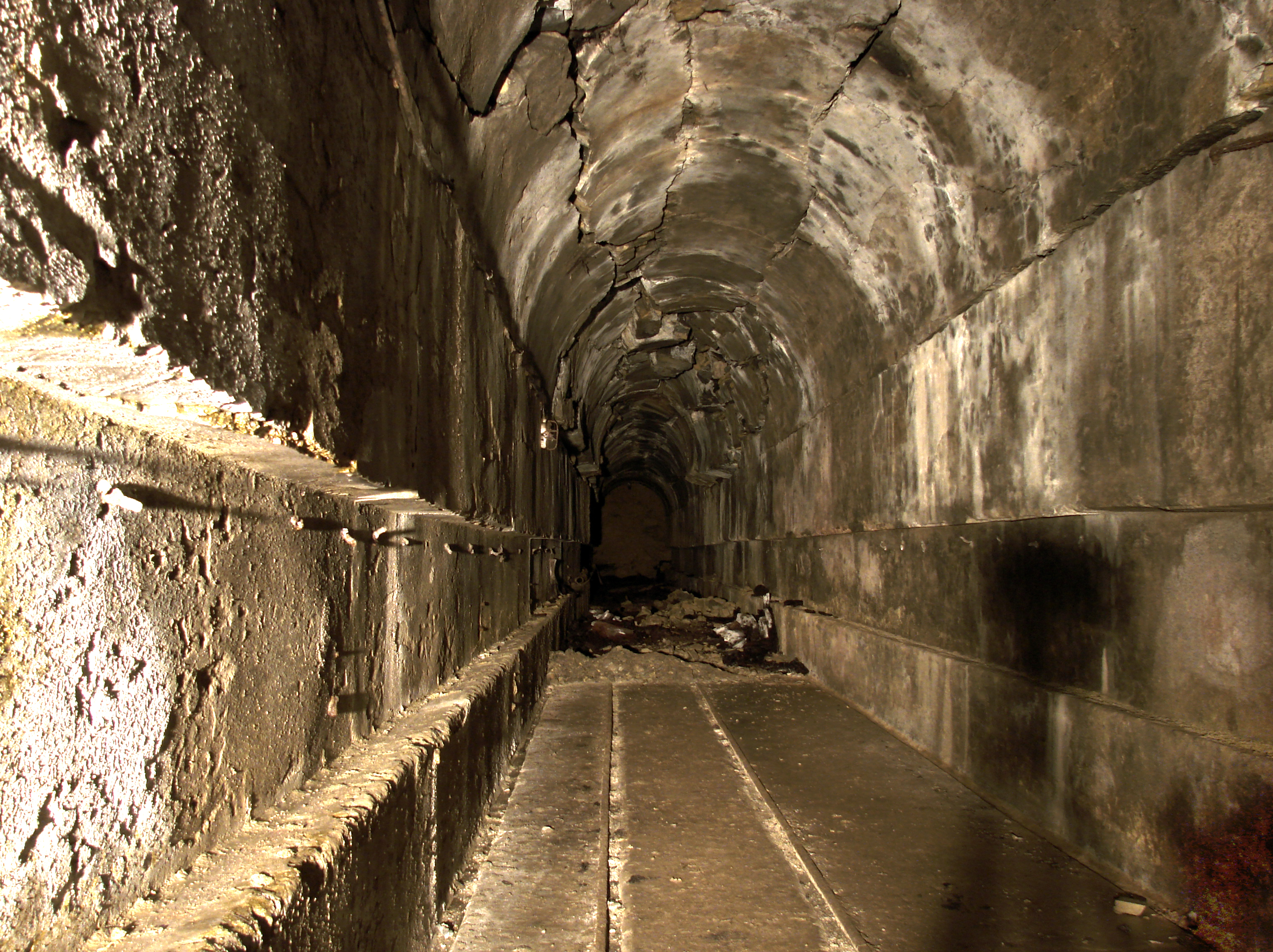
Le bloc 1 de l'ouvrage du Four-à-Chaux, témoin des expérimentations allemandes : du gaz explosif fut testé à l'intérieur du bloc.

À la suite de l'armistice, les ouvrages du Nord-Est sont occupés par l'Armée allemande, qui maintient sur place des petites équipes de prisonniers de guerre pour assurer le déminage, l'entretien et expliquer le fonctionnement des équipements. Début 1941, les services de propagande allemands organisent quelques reconstitutions filmées des combats de 1940 : bombardements lourds, tirs dans les embrasures et assaut au lance-flammes.
À partir de l'été 1941, commencent les opérations de récupération d'une partie de l'armement et de l'équipement, pour équiper les fortifications allemandes (entre autres le mur de l'Atlantique) ou être stocké. Sont enlevés :
- la totalité de l'armement d'infanterie (fusils-mitrailleurs, jumelages de mitrailleuses, armes mixtes et canons antichars de 47, 37 et 25 mm) ;
- deux tourelles pour canons de 75 mm, une tourelle de mitrailleuses, huit tourelles pour deux armes mixtes et six tourelles pour une arme mixte et un mortier[N 35] ;
- seize cloches pour arme mixte, vingt-sept cloches GFM et deux cloches lance-grenade ;
- la majorité des tourelles démontables se trouvant dans les intervalles ;
- la majorité des stocks de munitions (les projectiles de 75 mm et de 81 mm étant utilisables pour les pièces allemandes et roumaines, ceux de 135 mm servant d'explosifs ou de mines) ;
- la majorité des groupes électrogènes (plusieurs vont se retrouver dans les bases de sous-marins) ;
- les instruments d'optique (pointage et observation), le matériel de transmission, les câbles et appareils électriques ;
- tous les réseaux de rails (sauf autour de certains ouvrages).

À partir de 1944, à la suite des bombardements anglo-saxons sur l'Allemagne et la France, quelques ouvrages sont réutilisés, trois sont transformés pour servir en cas de besoin de PC souterrain pour des états-majors (Rochonvillers, Molvange et Soetrich), deux autres comme dépôts (pour la Reichspost au Mont-des-Welsches, pour la Kriegsmarine au Simserhof) et cinq autres comme usines d'armement (Métrich, Hackenberg, Michelsberg, Anzeling et Hochwald). Ces usines étaient installées dans le magasin à munitions des ouvrages et employaient des prisonniers ou des déportés soviétiques.

#### Combats de 1944-1945

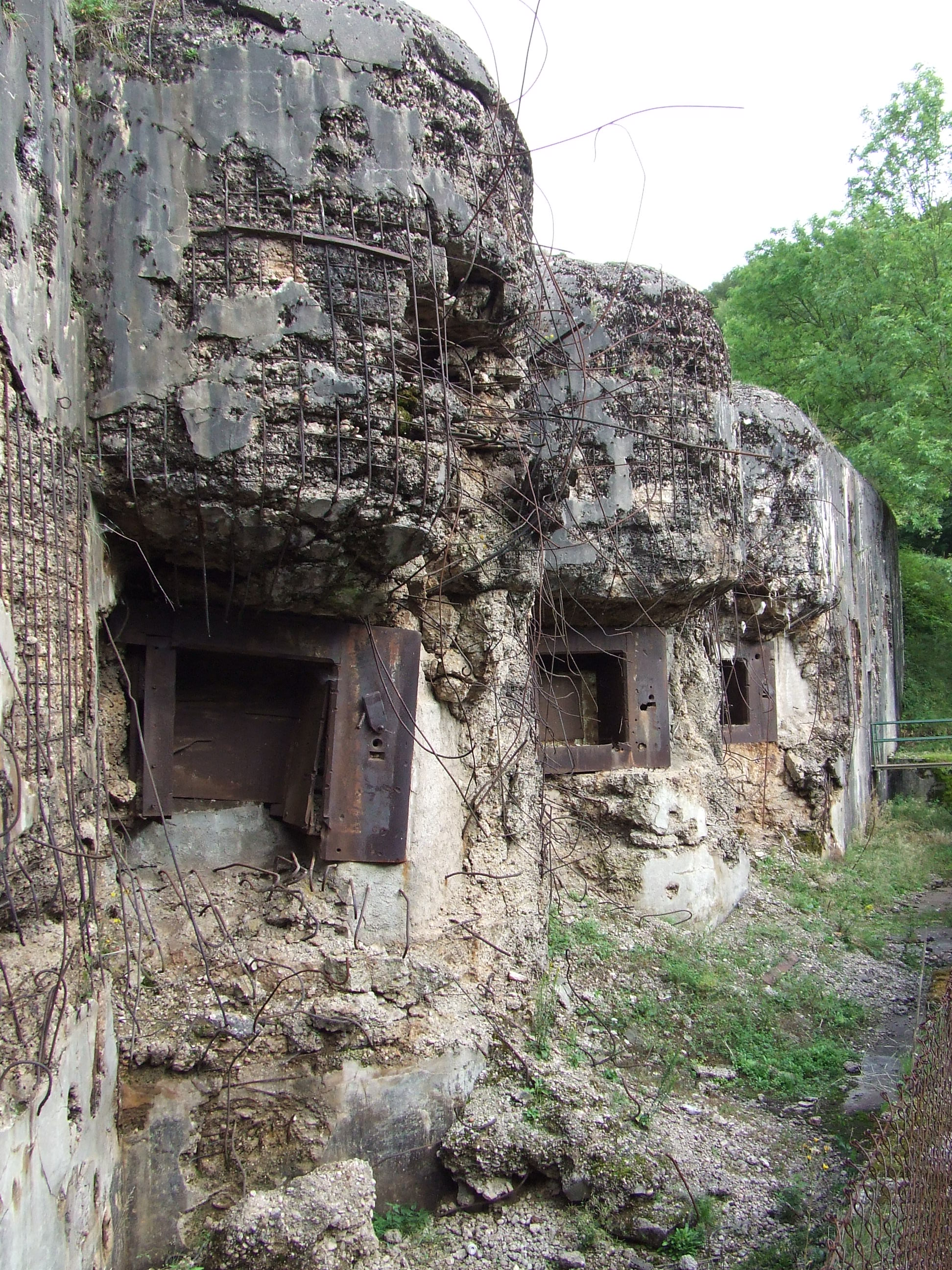
Façade du bloc 8 de l'ouvrage du Hackenberg, percée par les obus américains en novembre 1944.

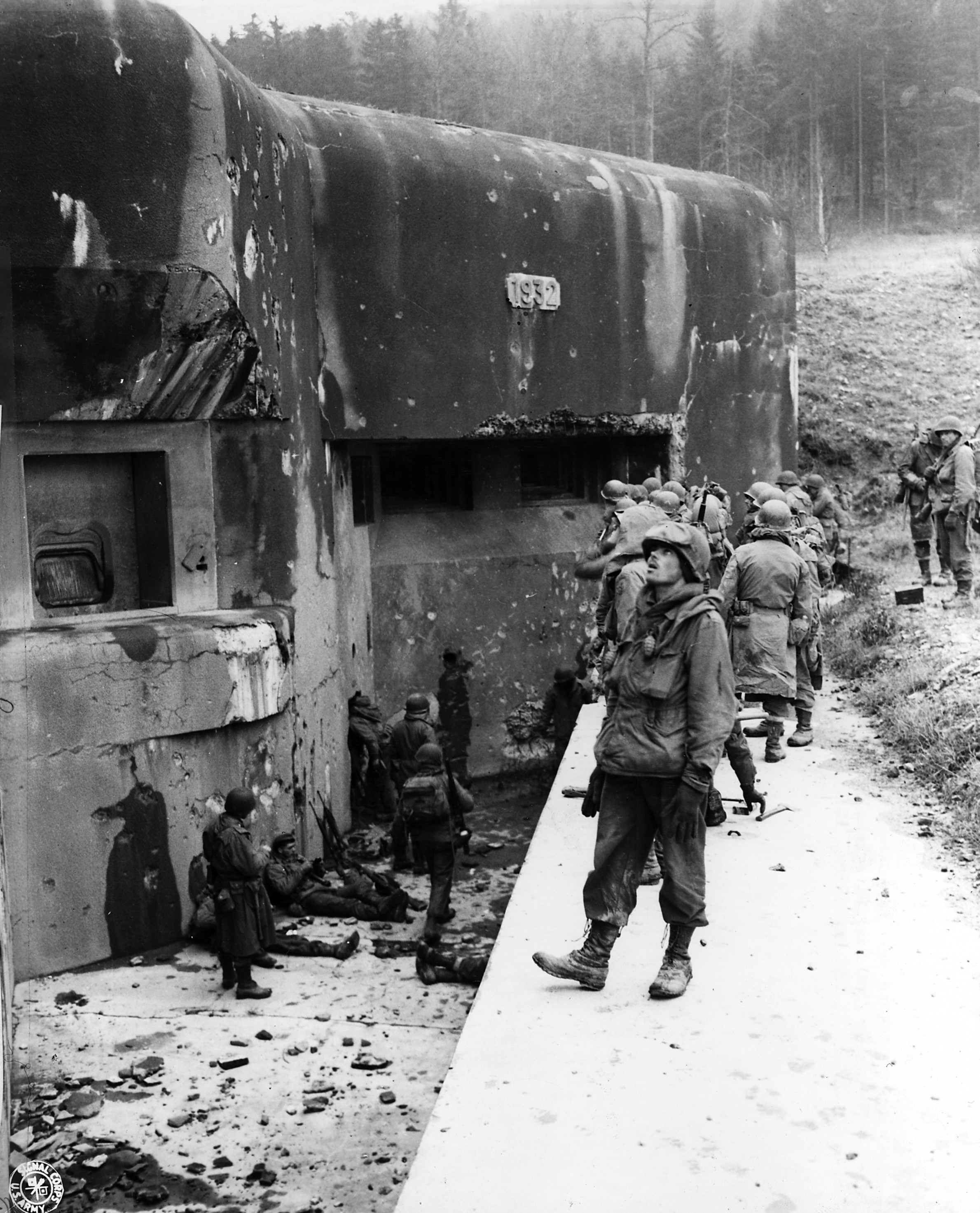
Troupes américaines inspectant les fortifications en 1944 (bloc 11 de l'ouvrage du Hochwald).

À la suite de la défaite allemande en août 1944 lors de la bataille de Normandie, le haut-commandement allemand ordonne de remettre en état les fortifications le long des frontières occidentales du Reich, soit non seulement la ligne Siegfried, mais aussi celles se trouvant en Alsace-Moselle (territoires annexés en juillet 1940) : les vieux Festen autour de Metz et de Thionville (formant « l'arsenal de Metz-Thionville ») et des éléments de la ligne Maginot.
Les forces américaines arrivent en Lorraine au début de septembre 1944 : il s'agit des éléments de la 3e armée du général Patton, qui sont bloqués devant Metz jusqu'au début de novembre. Certains éléments de la ligne sont alors utilisés par les Allemands pour retarder l'avance américaine, les autres sont sabotés. Le 15 novembre 1944, les Américains de la 90th ID sont repoussés par les tirs du bloc 8 de l'ouvrage du Hackenberg (trois canons de 75 mm en casemate servis par des éléments de la 19. VGD) : le bloc est neutralisé le 16 par un canon-automoteur de 155 mm qui perce la façade, avant que l'ouvrage ne soit occupé le 19. Le 25, les casemates et ouvrages du secteur fortifié de Faulquemont défendus par quelques éléments de la 36. VGD allemande sont pris par la 80th ID américaine après un pilonnage au canon de 90 mm antichar (notamment contre le bloc 3 de l'ouvrage du Bambesch). Le 7 décembre, les casemates du secteur fortifié de la Sarre entre Wittring et Achen sont prises d'assaut par la 12th AD et la 26th ID.
En Alsace, la majeure partie de la plaine est libérée en novembre 1944, mise à part la poche de Colmar. Les casemates de la berge gauche du Rhin étant inutiles pour les Allemands, elles sont systématiquement neutralisées. Au nord de l'Alsace, c'est la 7e armée américaine du général Patch qui doit percer ; son XV Corps doit passer par la région de Bitche, où la défense est beaucoup plus sérieuse. La 44th ID s'occupe de l'ouvrage du Simserhof du 13 au 19 décembre 1944 et la 100th ID de l'ouvrage du Schiesseck du 17 au 21 : après d'importants bombardements à coup d'obus et de bombes, puis des tirs dans les embrasures par des Tanks Destroyers (bloc 5 du Simserhof), il faut recouvrir de terre les cuirassements avec des chars-bulldozers (des M4 Dozer-Tank (en)) et lancer des assauts d'infanterie sur les dessus pour que les garnisons allemandes (éléments de la 25.PGD) évacuent. Les Américains rendent immédiatement inutilisables les différents blocs.
Toutes les opérations offensives sont suspendues à la suite des contre-offensives allemandes dans les Ardennes et dans le nord de l'Alsace, les forces américaines sont même évacuées d'Alsace. Lors de cette nouvelle occupation de janvier à mars 1945, les Allemands vont saboter systématiquement les casemates et les ouvrages qui sont encore en état (Hochwald et Schœnenbourg). La région de Bitche est reprise une seconde fois par les Américains de la 100th ID les 15 et 16 mars 1945.

## Après 1945

### Guerre froide

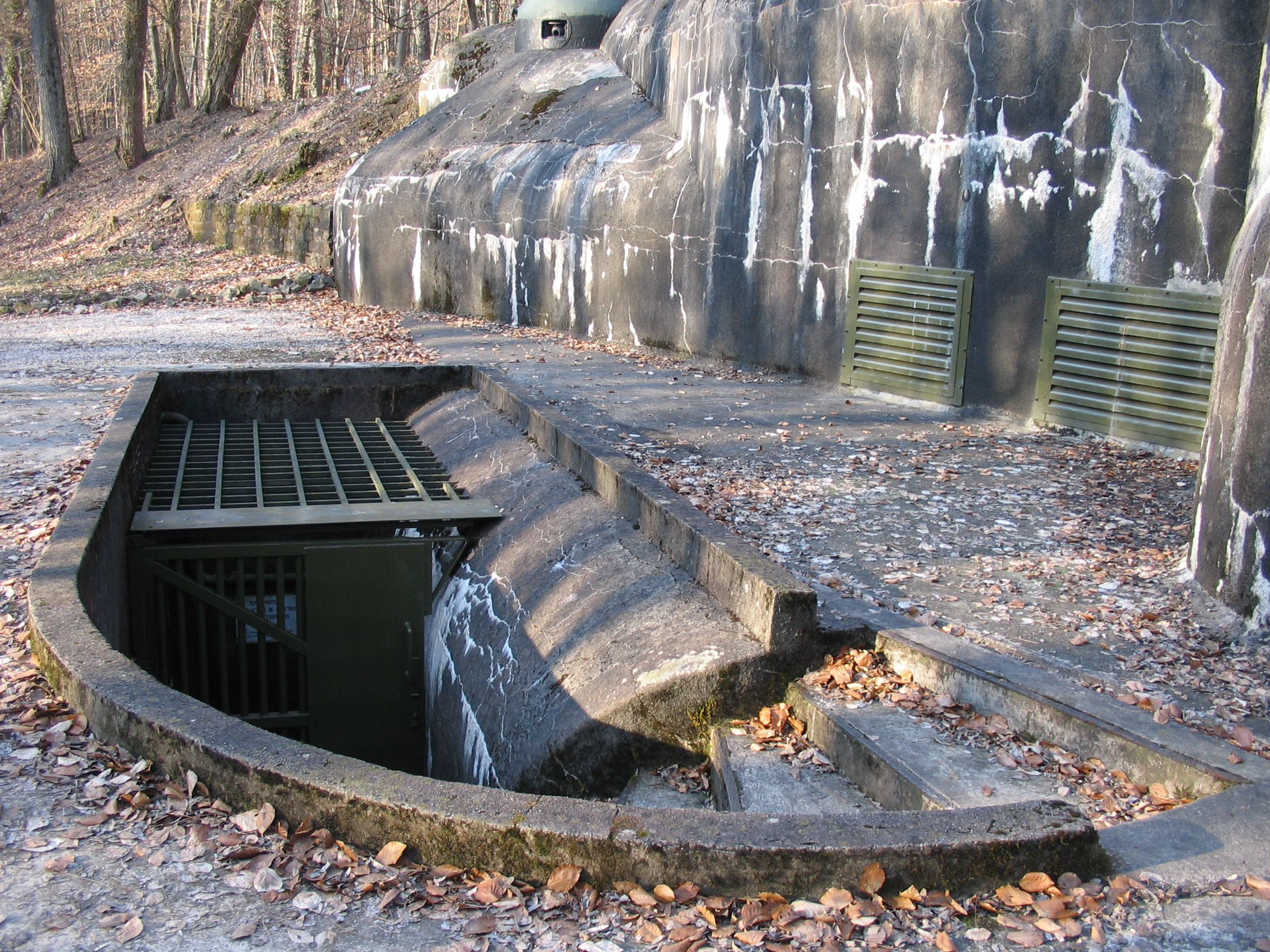
Entrée des hommes de l'ouvrage de Schœnenbourg modifiée après 1950.

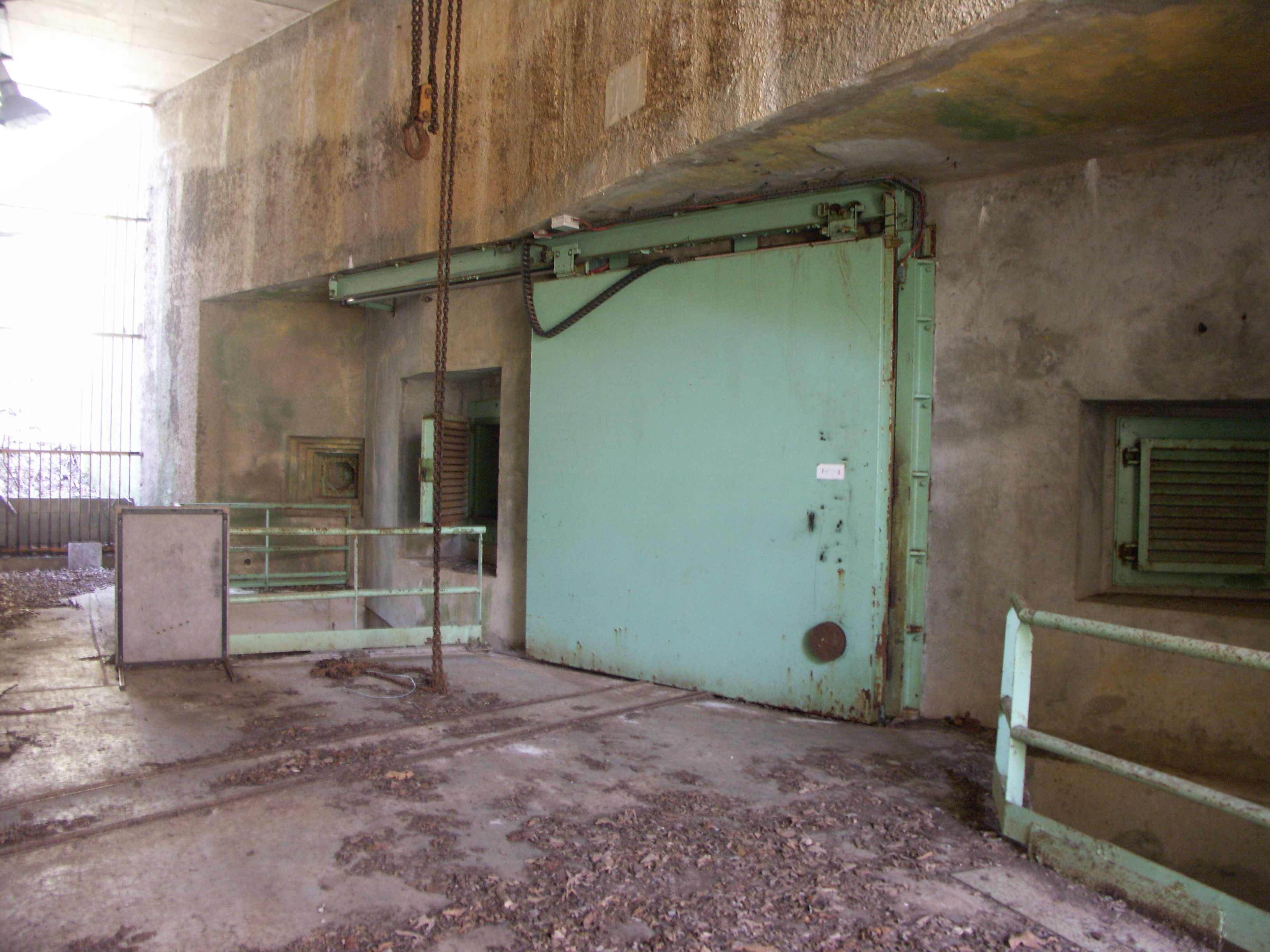
Porte anti-atomique de l'entrée des munitions de l'ouvrage de Rochonvillers, transformé en 1980-1981 en PC souterrain.

Après la guerre, l'armée française réinvestit la ligne, qui n'est plus opérationnelle en raison d'une part des dégâts subis lors des combats de 1940 et 1944, d'autre part des démontages (au profit du mur de l'Atlantique) et des essais. Dès mars 1946, après inventaire, le génie entreprend pour certains cas une remise en état partielle (à partir des pièces de rechange), pour les autres, des mesures de conservation (nettoyage et fermeture) sont prises.
À partir de 1949, le début de la guerre froide et la création de l'OTAN face à la menace soviétique motivent l'accélération de la remise en état de la ligne Maginot (priorité aux groupes électrogènes et aux tourelles d'artillerie). En 1950 est créé un organisme chargé des fortifications : le « Comité technique des fortifications » (CTF). En plus de la remise en état, le comité doit moderniser la ligne, notamment par des projets de protection contre le souffle des explosions nucléaires, de développement de matériels nouveaux (missiles antichars ; remplacement des canons de 75 mm par des 105 mm), d'arasement des cloches, de meilleurs réseaux de transmission, d'installation de champs de mines, de prise d'air à travers la rocaille, etc.). Dans le cadre théorique du dispositif arrière des forces de l'OTAN, sont prévus par les Français trois « môles fortifiés » remis en état en priorité entre 1951 et 1953 : môle de Rochonvillers (Rochonvillers, Bréhain, Molvange et Immerhof), de Bitche (Simserhof, Schiesseck, Otterbiel et Grand-Hohékirkel) et d'Haguenau (Four-à-Chaux, Lembach, Hochwald et Schœnenbourg). Trois autres môles sont prévus en priorité secondaire : môle de Crusnes (Fermont et Latiremont), de Thionville (du Soetrich au Billig) et de Boulay (du Hackenberg au Dentig).
Les travaux ne se limitent pas à ces môles, les ouvrages du Sud-Est (Alpes) sont remis en état, la zone d'inondation du secteur de la Sarre est réparée (étangs-réservoirs et digues), de nombreux blocs d'ouvrages ayant été matraqués par des obus sont rebétonnés. Comme une partie de l'armement manque, la production des différents modèles est relancée en 1952.
Deux ouvrages sont cédés à l'Armée de l'air pour en faire des bases radars : en 1954 le Mont-Agel (devient en 1960 la base aérienne 943 de Roquebrune-Cap-Martin) et en 1956 le Hochwald (devient en 1960 la base aérienne 901 de Drachenbronn).
En 1960, tous les travaux sont arrêtés, les projets sont annulés, avant que les ouvrages ne soient progressivement déclassés à partir de 1964, car « n'ayant aucun rôle à jouer dans les plans de l'OTAN » : le contexte est à la détente, les missiles à tête nucléaire (explosion de la première arme nucléaire française en février 1960) servant de dissuasion rendent obsolètes les fortifications linéaires. L'armée abandonne les ouvrages (sauf le Hochwald, le Rochonvillers, le Molvange et le Soetrich), en y faisant d'abord que du gardiennage, avant de commencer à vendre les terrains (première vente de casemates en 1970, de l'ouvrage d'Aumetz en 1972, du Mauvais-Bois en 1973, etc.). La majorité des casemates et les blocs ont leurs cuirassements démantelés et envoyés à la ferraille, ils sont généralement vandalisés et pillés (notamment les câbles en cuivre), d'où le remblayage de certaines entrées. Dans le cas de l'ouvrage de Rochonvillers, les installations souterraines sont utilisées par l'OTAN de 1952 à 1967 (PC du CENTAG : Central Army Group (en)), avant de connaitre en 1980 des travaux visant à le transformer en PC souterrain pour la 1re armée française : protection NBC pour les entrées, usine et caserne modernisées, le magasin à munitions transformé en centre opérationnel et des antennes placées sur les dessus. En mai 1997, le PC est démantelé.

### Après-guerre froide
Si quelques ouvrages sont encore propriétés de l'Armée, la majorité a été rachetée par des communes ou est propriété privée.
Aujourd'hui, plusieurs associations ont pris en charge certains ouvrages, les ont restaurés et ont ainsi ouvert au public un pan de l’histoire française aujourd'hui encore largement méconnu. Certains ouvrages sont ouverts presque tous les jours, d'autre seulement certains jours. Les principaux sites ouverts au public sont :
- l'ouvrage de Fermont, à Montigny-sur-Chiers (Meurthe-et-Moselle) ;
- l'ouvrage a5 bois du four, à Villers-la-Montagne (Meurthe-et-Moselle);
- l'ouvrage de l'Immerhof, à Hettange-Grande (Moselle) ;
- l'ouvrage du Hackenberg, à Veckring (Moselle) ;
- l'ouvrage du Bambesch, à Bambiderstroff (Moselle) ;
- l'ouvrage du Simserhof, à Siersthal (Moselle) ;
- l'ouvrage de Rohrbach (alias fort Casso), à Rohrbach-lès-Bitche (Moselle) ;
- l'ouvrage du Four-à-Chaux, à Lembach (Bas-Rhin) ;
- l'ouvrage de Schœnenbourg, à Ingolsheim (Bas-Rhin).